# Lista de asteroides (269001-270000)
Esta é uma lista parcial de asteroides, do asteroide número 269001 até o 270000, inclusive. Veja também o índice com todas as listas disponíveis.

| Objeto Próximos à Terra | Cinturão de asteroides (interno) | Cinturão de asteroides (externo) | Centauro       |
| Cruzador de Marte       | Cinturão de asteroides (meio)    | Troianos de Júpiter              | Transnetuniano |

Veja mais dados de cada asteroide na ligação externa para o Minor Planet Center na última coluna.
Índice: 269001... 269101... 269201... 269301... 269401... 269501... 269601... 269701... 269801... 269901... 

## 269001–269100
| Designação | Designação | Descoberta  | Descoberta        | Descobridor(es)     | Categoria | Mais informações / Referência |
| Permanente | Provisória | Data        | Local             | Descobridor(es)     | Categoria | Mais informações / Referência |
| ---------- | ---------- | ----------- | ----------------- | ------------------- | --------- | ----------------------------- |
| 269001     | 2007 EQ115 | 13 mar 2007 | Mount Lemmon      | Mount Lemmon Survey | —         | MPC                           |
| 269002     | 2007 EP116 | 13 mar 2007 | Mount Lemmon      | Mount Lemmon Survey | —         | MPC                           |
| 269003     | 2007 EX118 | 13 mar 2007 | Mount Lemmon      | Mount Lemmon Survey | —         | MPC                           |
| 269004     | 2007 EO119 | 13 mar 2007 | Mount Lemmon      | Mount Lemmon Survey | —         | MPC                           |
| 269005     | 2007 EP125 | 13 mar 2007 | Nyukasa           | Mount Nyukasa Stn.  | —         | MPC                           |
| 269006     | 2007 EV128 | 9 mar 2007  | Mount Lemmon      | Mount Lemmon Survey | —         | MPC                           |
| 269007     | 2007 EX130 | 9 mar 2007  | Mount Lemmon      | Mount Lemmon Survey | —         | MPC                           |
| 269008     | 2007 EM136 | 10 mar 2007 | Kitt Peak         | Spacewatch          | —         | MPC                           |
| 269009     | 2007 EN137 | 11 mar 2007 | Kitt Peak         | Spacewatch          | —         | MPC                           |
| 269010     | 2007 EU137 | 11 mar 2007 | Kitt Peak         | Spacewatch          | —         | MPC                           |
| 269011     | 2007 EU138 | 12 mar 2007 | Kitt Peak         | Spacewatch          | —         | MPC                           |
| 269012     | 2007 ET169 | 13 mar 2007 | Kitt Peak         | Spacewatch          | —         | MPC                           |
| 269013     | 2007 EW180 | 14 mar 2007 | Kitt Peak         | Spacewatch          | —         | MPC                           |
| 269014     | 2007 EX182 | 15 mar 2007 | Catalina          | CSS                 | —         | MPC                           |
| 269015     | 2007 EG199 | 10 mar 2007 | Catalina          | CSS                 | —         | MPC                           |
| 269016     | 2007 EQ200 | 14 mar 2007 | Mount Lemmon      | Mount Lemmon Survey | —         | MPC                           |
| 269017     | 2007 EL205 | 11 mar 2007 | Kitt Peak         | Spacewatch          | —         | MPC                           |
| 269018     | 2007 EX207 | 14 mar 2007 | Kitt Peak         | Spacewatch          | —         | MPC                           |
| 269019     | 2007 EU209 | 15 mar 2007 | Mount Lemmon      | Mount Lemmon Survey | —         | MPC                           |
| 269020     | 2007 EM213 | 12 mar 2007 | Kitt Peak         | Spacewatch          | —         | MPC                           |
| 269021     | 2007 EQ213 | 9 mar 2007  | Kitt Peak         | Spacewatch          | —         | MPC                           |
| 269022     | 2007 EU213 | 10 mar 2007 | Mount Lemmon      | Mount Lemmon Survey | —         | MPC                           |
| 269023     | 2007 EF219 | 13 mar 2007 | Mount Lemmon      | Mount Lemmon Survey | —         | MPC                           |
| 269024     | 2007 EW219 | 10 mar 2007 | Mount Lemmon      | Mount Lemmon Survey | —         | MPC                           |
| 269025     | 2007 ER222 | 14 mar 2007 | Catalina          | CSS                 | —         | MPC                           |
| 269026     | 2007 FN2   | 16 mar 2007 | Catalina          | CSS                 | —         | MPC                           |
| 269027     | 2007 FP4   | 18 mar 2007 | Kitt Peak         | Spacewatch          | —         | MPC                           |
| 269028     | 2007 FH7   | 16 mar 2007 | Mount Lemmon      | Mount Lemmon Survey | —         | MPC                           |
| 269029     | 2007 FZ9   | 16 mar 2007 | Socorro           | LINEAR              | —         | MPC                           |
| 269030     | 2007 FN10  | 16 mar 2007 | Kitt Peak         | Spacewatch          | —         | MPC                           |
| 269031     | 2007 FM11  | 16 mar 2007 | Kitt Peak         | Spacewatch          | —         | MPC                           |
| 269032     | 2007 FL15  | 17 mar 2007 | Anderson Mesa     | LONEOS              | —         | MPC                           |
| 269033     | 2007 FK23  | 20 mar 2007 | Kitt Peak         | Spacewatch          | —         | MPC                           |
| 269034     | 2007 FP26  | 20 mar 2007 | Kitt Peak         | Spacewatch          | —         | MPC                           |
| 269035     | 2007 FP29  | 20 mar 2007 | Mount Lemmon      | Mount Lemmon Survey | —         | MPC                           |
| 269036     | 2007 FN30  | 20 mar 2007 | Mount Lemmon      | Mount Lemmon Survey | —         | MPC                           |
| 269037     | 2007 FN31  | 20 mar 2007 | Kitt Peak         | Spacewatch          | —         | MPC                           |
| 269038     | 2007 FH32  | 20 mar 2007 | Anderson Mesa     | LONEOS              | —         | MPC                           |
| 269039     | 2007 FJ32  | 20 mar 2007 | Kitt Peak         | Spacewatch          | —         | MPC                           |
| 269040     | 2007 FO32  | 20 mar 2007 | Kitt Peak         | Spacewatch          | —         | MPC                           |
| 269041     | 2007 FW32  | 20 mar 2007 | Kitt Peak         | Spacewatch          | —         | MPC                           |
| 269042     | 2007 FC33  | 20 mar 2007 | Kitt Peak         | Spacewatch          | —         | MPC                           |
| 269043     | 2007 FG33  | 21 mar 2007 | Socorro           | LINEAR              | —         | MPC                           |
| 269044     | 2007 FG36  | 26 mar 2007 | Mount Lemmon      | Mount Lemmon Survey | —         | MPC                           |
| 269045     | 2007 FF38  | 27 mar 2007 | Siding Spring     | SSS                 | —         | MPC                           |
| 269046     | 2007 FQ38  | 25 mar 2007 | Mount Lemmon      | Mount Lemmon Survey | —         | MPC                           |
| 269047     | 2007 FH43  | 27 mar 2007 | Siding Spring     | SSS                 | —         | MPC                           |
| 269048     | 2007 FU43  | 18 mar 2007 | Kitt Peak         | Spacewatch          | —         | MPC                           |
| 269049     | 2007 FR49  | 20 mar 2007 | Catalina          | CSS                 | —         | MPC                           |
| 269050     | 2007 GJ12  | 11 abr 2007 | Mount Lemmon      | Mount Lemmon Survey | —         | MPC                           |
| 269051     | 2007 GJ16  | 11 abr 2007 | Kitt Peak         | Spacewatch          | Brangane  | MPC                           |
| 269052     | 2007 GU18  | 11 abr 2007 | Kitt Peak         | Spacewatch          | —         | MPC                           |
| 269053     | 2007 GT19  | 11 abr 2007 | Kitt Peak         | Spacewatch          | —         | MPC                           |
| 269054     | 2007 GW20  | 11 abr 2007 | Mount Lemmon      | Mount Lemmon Survey | —         | MPC                           |
| 269055     | 2007 GZ23  | 11 abr 2007 | Kitt Peak         | Spacewatch          | —         | MPC                           |
| 269056     | 2007 GS24  | 11 abr 2007 | Kitt Peak         | Spacewatch          | —         | MPC                           |
| 269057     | 2007 GW24  | 11 abr 2007 | Siding Spring     | SSS                 | —         | MPC                           |
| 269058     | 2007 GO29  | 11 abr 2007 | Siding Spring     | SSS                 | —         | MPC                           |
| 269059     | 2007 GU30  | 14 abr 2007 | Mount Lemmon      | Mount Lemmon Survey | —         | MPC                           |
| 269060     | 2007 GZ32  | 11 abr 2007 | Mount Lemmon      | Mount Lemmon Survey | —         | MPC                           |
| 269061     | 2007 GF33  | 11 abr 2007 | Catalina          | CSS                 | —         | MPC                           |
| 269062     | 2007 GW33  | 11 abr 2007 | Kitt Peak         | Spacewatch          | —         | MPC                           |
| 269063     | 2007 GV39  | 14 abr 2007 | Kitt Peak         | Spacewatch          | —         | MPC                           |
| 269064     | 2007 GB40  | 14 abr 2007 | Kitt Peak         | Spacewatch          | —         | MPC                           |
| 269065     | 2007 GB41  | 14 abr 2007 | Kitt Peak         | Spacewatch          | —         | MPC                           |
| 269066     | 2007 GJ44  | 14 abr 2007 | Mount Lemmon      | Mount Lemmon Survey | —         | MPC                           |
| 269067     | 2007 GQ44  | 14 abr 2007 | Kitt Peak         | Spacewatch          | —         | MPC                           |
| 269068     | 2007 GD46  | 14 abr 2007 | Kitt Peak         | Spacewatch          | —         | MPC                           |
| 269069     | 2007 GT46  | 14 abr 2007 | Kitt Peak         | Spacewatch          | —         | MPC                           |
| 269070     | 2007 GR48  | 14 abr 2007 | Kitt Peak         | Spacewatch          | —         | MPC                           |
| 269071     | 2007 GZ48  | 14 abr 2007 | Kitt Peak         | Spacewatch          | —         | MPC                           |
| 269072     | 2007 GF51  | 15 abr 2007 | Catalina          | CSS                 | —         | MPC                           |
| 269073     | 2007 GP61  | 15 abr 2007 | Kitt Peak         | Spacewatch          | —         | MPC                           |
| 269074     | 2007 GW62  | 15 abr 2007 | Kitt Peak         | Spacewatch          | —         | MPC                           |
| 269075     | 2007 GL67  | 15 abr 2007 | Kitt Peak         | Spacewatch          | —         | MPC                           |
| 269076     | 2007 GF68  | 14 abr 2007 | Kitt Peak         | Spacewatch          | —         | MPC                           |
| 269077     | 2007 GH73  | 15 abr 2007 | Kitt Peak         | Spacewatch          | —         | MPC                           |
| 269078     | 2007 GT73  | 15 abr 2007 | Kitt Peak         | Spacewatch          | —         | MPC                           |
| 269079     | 2007 HK6   | 16 abr 2007 | Catalina          | CSS                 | —         | MPC                           |
| 269080     | 2007 HF7   | 16 abr 2007 | Catalina          | CSS                 | —         | MPC                           |
| 269081     | 2007 HR11  | 18 abr 2007 | Mount Lemmon      | Mount Lemmon Survey | —         | MPC                           |
| 269082     | 2007 HG13  | 16 abr 2007 | Catalina          | CSS                 | —         | MPC                           |
| 269083     | 2007 HB16  | 18 abr 2007 | Lulin Observatory | LUSS                | —         | MPC                           |
| 269084     | 2007 HE17  | 16 abr 2007 | Anderson Mesa     | LONEOS              | —         | MPC                           |
| 269085     | 2007 HW26  | 18 abr 2007 | Kitt Peak         | Spacewatch          | —         | MPC                           |
| 269086     | 2007 HA30  | 19 abr 2007 | Mount Lemmon      | Mount Lemmon Survey | —         | MPC                           |
| 269087     | 2007 HZ31  | 19 abr 2007 | Mount Lemmon      | Mount Lemmon Survey | —         | MPC                           |
| 269088     | 2007 HQ36  | 19 abr 2007 | Kitt Peak         | Spacewatch          | —         | MPC                           |
| 269089     | 2007 HX38  | 20 abr 2007 | Mount Lemmon      | Mount Lemmon Survey | —         | MPC                           |
| 269090     | 2007 HA41  | 20 abr 2007 | Socorro           | LINEAR              | —         | MPC                           |
| 269091     | 2007 HG46  | 20 abr 2007 | Anderson Mesa     | LONEOS              | —         | MPC                           |
| 269092     | 2007 HK48  | 20 abr 2007 | Kitt Peak         | Spacewatch          | —         | MPC                           |
| 269093     | 2007 HJ53  | 20 abr 2007 | Kitt Peak         | Spacewatch          | —         | MPC                           |
| 269094     | 2007 HV57  | 23 abr 2007 | Kitt Peak         | Spacewatch          | —         | MPC                           |
| 269095     | 2007 HP61  | 22 abr 2007 | Catalina          | CSS                 | Pallas    | MPC                           |
| 269096     | 2007 HN65  | 22 abr 2007 | Catalina          | CSS                 | —         | MPC                           |
| 269097     | 2007 HV5   | 22 abr 2007 | Mount Lemmon      | Mount Lemmon Survey | —         | MPC                           |
| 269098     | 2007 HB66  | 22 abr 2007 | Catalina          | CSS                 | —         | MPC                           |
| 269099     | 2007 HM79  | 23 abr 2007 | Mount Lemmon      | Mount Lemmon Survey | —         | MPC                           |
| 269100     | 2007 HC80  | 24 abr 2007 | Kitt Peak         | Spacewatch          | —         | MPC                           |

## 269101–269200
| Designação | Designação | Descoberta  | Descoberta        | Descobridor(es)      | Categoria | Mais informações / Referência |
| Permanente | Provisória | Data        | Local             | Descobridor(es)      | Categoria | Mais informações / Referência |
| ---------- | ---------- | ----------- | ----------------- | -------------------- | --------- | ----------------------------- |
| 269101     | 2007 HB83  | 22 abr 2007 | Catalina          | CSS                  | —         | MPC                           |
| 269102     | 2007 HE83  | 23 abr 2007 | Kitt Peak         | Spacewatch           | —         | MPC                           |
| 269103     | 2007 HM83  | 23 abr 2007 | Kitt Peak         | Spacewatch           | —         | MPC                           |
| 269104     | 2007 HN86  | 24 abr 2007 | Kitt Peak         | Spacewatch           | —         | MPC                           |
| 269105     | 2007 HF90  | 19 abr 2007 | Anderson Mesa     | LONEOS               | —         | MPC                           |
| 269106     | 2007 HP97  | 19 abr 2007 | Mount Lemmon      | Mount Lemmon Survey  | —         | MPC                           |
| 269107     | 2007 JO3   | 6 mai 2007  | Kitt Peak         | Spacewatch           | —         | MPC                           |
| 269108     | 2007 JB9   | 9 mai 2007  | Mount Lemmon      | Mount Lemmon Survey  | Themis    | MPC                           |
| 269109     | 2007 JS25  | 9 mai 2007  | Kitt Peak         | Spacewatch           | —         | MPC                           |
| 269110     | 2007 JG27  | 9 mai 2007  | Kitt Peak         | Spacewatch           | —         | MPC                           |
| 269111     | 2007 JR37  | 12 mai 2007 | Mount Lemmon      | Mount Lemmon Survey  | —         | MPC                           |
| 269112     | 2007 JZ37  | 12 mai 2007 | Mount Lemmon      | Mount Lemmon Survey  | —         | MPC                           |
| 269113     | 2007 JA38  | 12 mai 2007 | Mount Lemmon      | Mount Lemmon Survey  | —         | MPC                           |
| 269114     | 2007 JL39  | 15 mai 2007 | Kitt Peak         | Spacewatch           | —         | MPC                           |
| 269115     | 2007 JT39  | 11 mai 2007 | Siding Spring     | SSS                  | —         | MPC                           |
| 269116     | 2007 KO8   | 24 mai 2007 | Catalina          | CSS                  | —         | MPC                           |
| 269117     | 2007 LU11  | 9 jun 2007  | Kitt Peak         | Spacewatch           | —         | MPC                           |
| 269118     | 2007 LH15  | 12 jun 2007 | Reedy Creek       | J. Broughton         | —         | MPC                           |
| 269119     | 2007 LQ31  | 15 jun 2007 | Kitt Peak         | Spacewatch           | —         | MPC                           |
| 269120     | 2007 LM33  | 12 jun 2007 | Catalina          | CSS                  | —         | MPC                           |
| 269121     | 2007 MG9   | 19 jun 2007 | Kitt Peak         | Spacewatch           | —         | MPC                           |
| 269122     | 2007 MD25  | 23 jun 2007 | Kitt Peak         | Spacewatch           | —         | MPC                           |
| 269123     | 2007 NF2   | 12 jul 2007 | Mayhill           | A. Lowe              | —         | MPC                           |
| 269124     | 2007 PC23  | 11 ago 2007 | Anderson Mesa     | LONEOS               | —         | MPC                           |
| 269125     | 2007 PF37  | 13 ago 2007 | Socorro           | LINEAR               | Ursula    | MPC                           |
| 269126     | 2007 PP43  | 11 ago 2007 | Bergisch Gladbach | W. Bickel            | —         | MPC                           |
| 269127     | 2007 PU47  | 8 ago 2007  | Socorro           | LINEAR               | Ursula    | MPC                           |
| 269128     | 2007 PU48  | 13 ago 2007 | Siding Spring     | SSS                  | Eos       | MPC                           |
| 269129     | 2007 RG22  | 3 set 2007  | Catalina          | CSS                  | —         | MPC                           |
| 269130     | 2007 RL65  | 10 set 2007 | Mount Lemmon      | Mount Lemmon Survey  | —         | MPC                           |
| 269131     | 2007 RL108 | 11 set 2007 | Kitt Peak         | Spacewatch           | —         | MPC                           |
| 269132     | 2007 RZ133 | 11 set 2007 | Catalina          | CSS                  | —         | MPC                           |
| 269133     | 2007 SP3   | 16 set 2007 | Socorro           | LINEAR               | —         | MPC                           |
| 269134     | 2007 TF89  | 8 out 2007  | Mount Lemmon      | Mount Lemmon Survey  | —         | MPC                           |
| 269135     | 2007 TL92  | 5 out 2007  | Kitt Peak         | Spacewatch           | Ursula    | MPC                           |
| 269136     | 2007 TF161 | 11 out 2007 | Socorro           | LINEAR               | —         | MPC                           |
| 269137     | 2007 TM177 | 6 out 2007  | Kitt Peak         | Spacewatch           | —         | MPC                           |
| 269138     | 2007 TM225 | 5 out 2007  | Kitt Peak         | Spacewatch           | —         | MPC                           |
| 269139     | 2007 TJ284 | 9 out 2007  | Anderson Mesa     | LONEOS               | —         | MPC                           |
| 269140     | 2007 UA21  | 16 out 2007 | Kitt Peak         | Spacewatch           | —         | MPC                           |
| 269141     | 2007 UT60  | 30 out 2007 | Mount Lemmon      | Mount Lemmon Survey  | —         | MPC                           |
| 269142     | 2007 VY30  | 2 nov 2007  | Kitt Peak         | Spacewatch           | —         | MPC                           |
| 269143     | 2007 WZ23  | 18 nov 2007 | Mount Lemmon      | Mount Lemmon Survey  | —         | MPC                           |
| 269144     | 2008 AR31  | 10 jan 2008 | Catalina          | CSS                  | Juno      | MPC                           |
| 269145     | 2008 CZ31  | 2 fev 2008  | Kitt Peak         | Spacewatch           | —         | MPC                           |
| 269146     | 2008 CE204 | 9 fev 2008  | Mount Lemmon      | Mount Lemmon Survey  | —         | MPC                           |
| 269147     | 2008 DU4   | 27 fev 2008 | Calvin-Rehoboth   | Calvin–Rehoboth Obs. | —         | MPC                           |
| 269148     | 2008 EL15  | 2 out 2003  | Kitt Peak         | Spacewatch           | —         | MPC                           |
| 269149     | 2008 EV18  | 2 mar 2008  | Catalina          | CSS                  | —         | MPC                           |
| 269150     | 2008 ET21  | 2 mar 2008  | Kitt Peak         | Spacewatch           | —         | MPC                           |
| 269151     | 2008 EW28  | 4 mar 2008  | Mount Lemmon      | Mount Lemmon Survey  | —         | MPC                           |
| 269152     | 2008 EM33  | 1 mar 2008  | Kitt Peak         | Spacewatch           | —         | MPC                           |
| 269153     | 2008 ES54  | 6 mar 2008  | Kitt Peak         | Spacewatch           | —         | MPC                           |
| 269154     | 2008 EM67  | 9 mar 2008  | Mount Lemmon      | Mount Lemmon Survey  | —         | MPC                           |
| 269155     | 2008 EC77  | 7 mar 2008  | Kitt Peak         | Spacewatch           | —         | MPC                           |
| 269156     | 2008 EO79  | 8 mar 2008  | Catalina          | CSS                  | —         | MPC                           |
| 269157     | 2008 ES92  | 3 mar 2008  | Catalina          | CSS                  | —         | MPC                           |
| 269158     | 2008 EQ114 | 8 mar 2008  | Kitt Peak         | Spacewatch           | —         | MPC                           |
| 269159     | 2008 EZ114 | 8 mar 2008  | Kitt Peak         | Spacewatch           | —         | MPC                           |
| 269160     | 2008 EF127 | 10 mar 2008 | Kitt Peak         | Spacewatch           | —         | MPC                           |
| 269161     | 2008 EV150 | 4 mar 2008  | Mount Lemmon      | Mount Lemmon Survey  | —         | MPC                           |
| 269162     | 2008 ET155 | 15 mar 2008 | Mount Lemmon      | Mount Lemmon Survey  | —         | MPC                           |
| 269163     | 2008 EL168 | 11 mar 2008 | Kitt Peak         | Spacewatch           | —         | MPC                           |
| 269164     | 2008 FL15  | 26 mar 2008 | Kitt Peak         | Spacewatch           | —         | MPC                           |
| 269165     | 2008 FU25  | 27 mar 2008 | Kitt Peak         | Spacewatch           | —         | MPC                           |
| 269166     | 2008 FO58  | 28 mar 2008 | Mount Lemmon      | Mount Lemmon Survey  | —         | MPC                           |
| 269167     | 2008 FB59  | 29 mar 2008 | Kitt Peak         | Spacewatch           | —         | MPC                           |
| 269168     | 2008 FJ59  | 29 mar 2008 | Kitt Peak         | Spacewatch           | —         | MPC                           |
| 269169     | 2008 FM59  | 29 mar 2008 | Jarnac            | Jarnac Obs.          | —         | MPC                           |
| 269170     | 2008 FM60  | 10 mar 2008 | Mount Lemmon      | Mount Lemmon Survey  | —         | MPC                           |
| 269171     | 2008 FS60  | 29 mar 2008 | Catalina          | CSS                  | —         | MPC                           |
| 269172     | 2008 FK61  | 30 mar 2008 | Catalina          | CSS                  | —         | MPC                           |
| 269173     | 2008 FX69  | 28 mar 2008 | Kitt Peak         | Spacewatch           | —         | MPC                           |
| 269174     | 2008 FY75  | 30 mar 2008 | Socorro           | LINEAR               | —         | MPC                           |
| 269175     | 2008 FK84  | 28 mar 2008 | Mount Lemmon      | Mount Lemmon Survey  | —         | MPC                           |
| 269176     | 2008 FF93  | 29 mar 2008 | Mount Lemmon      | Mount Lemmon Survey  | —         | MPC                           |
| 269177     | 2008 FA105 | 30 mar 2008 | Kitt Peak         | Spacewatch           | —         | MPC                           |
| 269178     | 2008 FL117 | 31 mar 2008 | Kitt Peak         | Spacewatch           | —         | MPC                           |
| 269179     | 2008 FD125 | 30 mar 2008 | Kitt Peak         | Spacewatch           | —         | MPC                           |
| 269180     | 2008 FB129 | 29 mar 2008 | Kitt Peak         | Spacewatch           | —         | MPC                           |
| 269181     | 2008 FR129 | 31 mar 2008 | Kitt Peak         | Spacewatch           | —         | MPC                           |
| 269182     | 2008 GO11  | 1 abr 2008  | Kitt Peak         | Spacewatch           | —         | MPC                           |
| 269183     | 2008 GJ18  | 4 abr 2008  | Mount Lemmon      | Mount Lemmon Survey  | —         | MPC                           |
| 269184     | 2008 GH28  | 3 abr 2008  | Kitt Peak         | Spacewatch           | —         | MPC                           |
| 269185     | 2008 GZ37  | 3 abr 2008  | Kitt Peak         | Spacewatch           | —         | MPC                           |
| 269186     | 2008 GB42  | 4 abr 2008  | Kitt Peak         | Spacewatch           | —         | MPC                           |
| 269187     | 2008 GO42  | 4 abr 2008  | Kitt Peak         | Spacewatch           | —         | MPC                           |
| 269188     | 2008 GC45  | 4 abr 2008  | Kitt Peak         | Spacewatch           | —         | MPC                           |
| 269189     | 2008 GZ50  | 5 abr 2008  | Mount Lemmon      | Mount Lemmon Survey  | —         | MPC                           |
| 269190     | 2008 GQ66  | 6 abr 2008  | Kitt Peak         | Spacewatch           | —         | MPC                           |
| 269191     | 2008 GR94  | 7 abr 2008  | Mount Lemmon      | Mount Lemmon Survey  | —         | MPC                           |
| 269192     | 2008 GF98  | 8 abr 2008  | Kitt Peak         | Spacewatch           | —         | MPC                           |
| 269193     | 2008 GY100 | 9 abr 2008  | Kitt Peak         | Spacewatch           | —         | MPC                           |
| 269194     | 2008 GN138 | 15 abr 2008 | Mount Lemmon      | Mount Lemmon Survey  | —         | MPC                           |
| 269195     | 2008 GP140 | 8 abr 2008  | Kitt Peak         | Spacewatch           | —         | MPC                           |
| 269196     | 2008 GK145 | 6 abr 2008  | Kitt Peak         | Spacewatch           | —         | MPC                           |
| 269197     | 2008 HN2   | 25 abr 2008 | La Sagra          | Mallorca Obs.        | —         | MPC                           |
| 269198     | 2008 HZ27  | 28 abr 2008 | Kitt Peak         | Spacewatch           | —         | MPC                           |
| 269199     | 2008 HR34  | 27 abr 2008 | Kitt Peak         | Spacewatch           | —         | MPC                           |
| 269200     | 2008 HF65  | 29 abr 2008 | Mount Lemmon      | Mount Lemmon Survey  | —         | MPC                           |

## 269201–269300
| Designação          | Designação | Descoberta  | Descoberta     | Descobridor(es)          | Categoria | Mais informações / Referência |
| Permanente          | Provisória | Data        | Local          | Descobridor(es)          | Categoria | Mais informações / Referência |
| ------------------- | ---------- | ----------- | -------------- | ------------------------ | --------- | ----------------------------- |
| 269201              | 2008 HD68  | 29 abr 2008 | Mount Lemmon   | Mount Lemmon Survey      | —         | MPC                           |
| 269202              | 2008 JW4   | 2 mai 2008  | Catalina       | CSS                      | —         | MPC                           |
| 269203              | 2008 JL13  | 4 mai 2008  | Mount Lemmon   | Mount Lemmon Survey      | —         | MPC                           |
| 269204              | 2008 JG14  | 6 mai 2008  | Mount Lemmon   | Mount Lemmon Survey      | —         | MPC                           |
| 269205              | 2008 JG15  | 5 mai 2008  | Kitt Peak      | Spacewatch               | —         | MPC                           |
| 269206              | 2008 JU21  | 5 mai 2008  | Mount Lemmon   | Mount Lemmon Survey      | —         | MPC                           |
| 269207              | 2008 JJ37  | 3 mai 2008  | Mount Lemmon   | Mount Lemmon Survey      | —         | MPC                           |
| 269208              | 2008 KA9   | 27 mai 2008 | Kitt Peak      | Spacewatch               | —         | MPC                           |
| 269209              | 2008 KG20  | 28 mai 2008 | Kitt Peak      | Spacewatch               | —         | MPC                           |
| 269210              | 2008 KU21  | 28 mai 2008 | Mount Lemmon   | Mount Lemmon Survey      | —         | MPC                           |
| 269211              | 2008 KA31  | 29 mai 2008 | Kitt Peak      | Spacewatch               | —         | MPC                           |
| 269212              | 2008 LK6   | 3 jun 2008  | Kitt Peak      | Spacewatch               | —         | MPC                           |
| 269213              | 2008 LL10  | 6 jun 2008  | Kitt Peak      | Spacewatch               | —         | MPC                           |
| 269214              | 2008 LW11  | 7 jun 2008  | Kitt Peak      | Spacewatch               | —         | MPC                           |
| 269215              | 2008 LU14  | 8 jun 2008  | Kitt Peak      | Spacewatch               | —         | MPC                           |
| 269216              | 2008 LG15  | 9 jun 2008  | Kitt Peak      | Spacewatch               | —         | MPC                           |
| 269217              | 2008 ND1   | 1 jul 2008  | Eskridge       | G. Hug                   | —         | MPC                           |
| 269218              | 2008 NP1   | 5 jul 2008  | Pla D'Arguines | R. Ferrando              | —         | MPC                           |
| 269219              | 2008 NK2   | 2 jul 2008  | Kitt Peak      | Spacewatch               | —         | MPC                           |
| 269220              | 2008 OE11  | 23 jan 2006 | Mount Lemmon   | Mount Lemmon Survey      | Eos       | MPC                           |
| 269221              | 2008 OE20  | 30 jul 2008 | Kitt Peak      | Spacewatch               | —         | MPC                           |
| 269222              | 2008 OX20  | 29 jul 2008 | Kitt Peak      | Spacewatch               | —         | MPC                           |
| 269223              | 2008 OU21  | 30 jul 2008 | Kitt Peak      | Spacewatch               | —         | MPC                           |
| 269224              | 2008 OV21  | 30 jul 2008 | Kitt Peak      | Spacewatch               | —         | MPC                           |
| 269225              | 2008 OE24  | 30 jul 2008 | Kitt Peak      | Spacewatch               | —         | MPC                           |
| 269226              | 2008 PO4   | 5 ago 2008  | Hibiscus       | S. F. Hönig, N. Teamo    | —         | MPC                           |
| 269227              | 2008 PG9   | 7 ago 2008  | Dauban         | F. Kugel                 | —         | MPC                           |
| 269228              | 2008 PT15  | 11 ago 2008 | Pla D'Arguines | R. Ferrando              | —         | MPC                           |
| 269229              | 2008 PD17  | 11 ago 2008 | La Sagra       | Mallorca Obs.            | —         | MPC                           |
| 269230              | 2008 PP19  | 7 ago 2008  | Kitt Peak      | Spacewatch               | —         | MPC                           |
| 269231              | 2008 PQ19  | 7 ago 2008  | Kitt Peak      | Spacewatch               | —         | MPC                           |
| 269232 Tahin        | 2008 QV    | 21 ago 2008 | Piszkéstető    | K. Sárneczky             | —         | MPC                           |
| 269233              | 2008 QN5   | 22 ago 2008 | Kitt Peak      | Spacewatch               | —         | MPC                           |
| 269234              | 2008 QP6   | 26 ago 2008 | Prairie Grass  | J. Mahony                | —         | MPC                           |
| 269235              | 2008 QS6   | 21 ago 2008 | Kitt Peak      | Spacewatch               | —         | MPC                           |
| 269236              | 2008 QL8   | 25 ago 2008 | La Sagra       | Mallorca Obs.            | —         | MPC                           |
| 269237              | 2008 QC9   | 25 ago 2008 | La Sagra       | Mallorca Obs.            | —         | MPC                           |
| 269238              | 2008 QM9   | 25 ago 2008 | La Sagra       | Mallorca Obs.            | Brangane  | MPC                           |
| 269239              | 2008 QD10  | 26 ago 2008 | La Sagra       | Mallorca Obs.            | —         | MPC                           |
| 269240              | 2008 QM10  | 26 ago 2008 | La Sagra       | Mallorca Obs.            | —         | MPC                           |
| 269241              | 2008 QY10  | 26 ago 2008 | La Sagra       | Mallorca Obs.            | —         | MPC                           |
| 269242              | 2008 QO13  | 27 ago 2008 | La Sagra       | Mallorca Obs.            | —         | MPC                           |
| 269243 Charbonnel   | 2008 QN14  | 27 ago 2008 | Pises          | J.-M. Lopez, C. Cavadore | —         | MPC                           |
| 269244              | 2008 QJ17  | 27 ago 2008 | La Sagra       | Mallorca Obs.            | —         | MPC                           |
| 269245 Catastini    | 2008 QL19  | 27 ago 2008 | Andrushivka    | Andrushivka Obs.         | —         | MPC                           |
| 269246              | 2008 QF20  | 30 ago 2008 | Kleť           | Kleť Obs.                | —         | MPC                           |
| 269247              | 2008 QN20  | 25 ago 2008 | Socorro        | LINEAR                   | —         | MPC                           |
| 269248              | 2008 QL23  | 25 ago 2008 | Tiki           | N. Teamo                 | —         | MPC                           |
| 269249              | 2008 QO24  | 29 ago 2008 | Pla D'Arguines | R. Ferrando              | —         | MPC                           |
| 269250              | 2008 QR26  | 29 ago 2008 | La Sagra       | Mallorca Obs.            | —         | MPC                           |
| 269251 Kolomna      | 2008 QW28  | 26 ago 2008 | Andrushivka    | Andrushivka Obs.         | —         | MPC                           |
| 269252 Bogdanstupka | 2008 QA29  | 27 ago 2008 | Andrushivka    | Andrushivka Obs.         | —         | MPC                           |
| 269253              | 2008 QK35  | 31 ago 2008 | Moletai        | Molėtai Obs.             | Maria     | MPC                           |
| 269254              | 2008 QN36  | 21 ago 2008 | Kitt Peak      | Spacewatch               | —         | MPC                           |
| 269255              | 2008 QP36  | 21 ago 2008 | Kitt Peak      | Spacewatch               | —         | MPC                           |
| 269256              | 2008 QK43  | 26 ago 2008 | Črni Vrh       | Črni Vrh                 | —         | MPC                           |
| 269257              | 2008 RY1   | 2 set 2008  | Kitt Peak      | Spacewatch               | —         | MPC                           |
| 269258              | 2008 RH5   | 2 set 2008  | Kitt Peak      | Spacewatch               | —         | MPC                           |
| 269259              | 2008 RY17  | 4 set 2008  | Kitt Peak      | Spacewatch               | —         | MPC                           |
| 269260              | 2008 RE19  | 4 set 2008  | Kitt Peak      | Spacewatch               | —         | MPC                           |
| 269261              | 2008 RU27  | 8 set 2008  | Grove Creek    | F. Tozzi                 | —         | MPC                           |
| 269262              | 2008 RM29  | 2 set 2008  | Kitt Peak      | Spacewatch               | —         | MPC                           |
| 269263              | 2008 RS47  | 2 set 2008  | La Sagra       | Mallorca Obs.            | —         | MPC                           |
| 269264              | 2008 RY50  | 3 set 2008  | Kitt Peak      | Spacewatch               | —         | MPC                           |
| 269265              | 2008 RO58  | 3 set 2008  | Kitt Peak      | Spacewatch               | —         | MPC                           |
| 269266              | 2008 RL63  | 4 set 2008  | Kitt Peak      | Spacewatch               | —         | MPC                           |
| 269267              | 2008 RO65  | 4 set 2008  | Kitt Peak      | Spacewatch               | —         | MPC                           |
| 269268              | 2008 RP69  | 5 set 2008  | Kitt Peak      | Spacewatch               | —         | MPC                           |
| 269269              | 2008 RN70  | 6 set 2008  | La Sagra       | Mallorca Obs.            | —         | MPC                           |
| 269270              | 2008 RW71  | 6 set 2008  | Catalina       | CSS                      | —         | MPC                           |
| 269271              | 2008 RF72  | 6 set 2008  | Mount Lemmon   | Mount Lemmon Survey      | —         | MPC                           |
| 269272              | 2008 RJ82  | 4 set 2008  | Kitt Peak      | Spacewatch               | —         | MPC                           |
| 269273              | 2008 RO89  | 5 set 2008  | Kitt Peak      | Spacewatch               | —         | MPC                           |
| 269274              | 2008 RL90  | 6 set 2008  | Catalina       | CSS                      | —         | MPC                           |
| 269275              | 2008 RY95  | 7 set 2008  | Catalina       | CSS                      | —         | MPC                           |
| 269276              | 2008 RB102 | 3 set 2008  | Kitt Peak      | Spacewatch               | Brangane  | MPC                           |
| 269277              | 2008 RN105 | 6 set 2008  | Mount Lemmon   | Mount Lemmon Survey      | —         | MPC                           |
| 269278              | 2008 RH108 | 9 set 2008  | Mount Lemmon   | Mount Lemmon Survey      | —         | MPC                           |
| 269279              | 2008 RK110 | 3 set 2008  | Kitt Peak      | Spacewatch               | —         | MPC                           |
| 269280              | 2008 RW115 | 7 set 2008  | Mount Lemmon   | Mount Lemmon Survey      | —         | MPC                           |
| 269281              | 2008 RO117 | 9 set 2008  | Mount Lemmon   | Mount Lemmon Survey      | —         | MPC                           |
| 269282              | 2008 RN121 | 2 set 2008  | Kitt Peak      | Spacewatch               | —         | MPC                           |
| 269283              | 2008 RN136 | 4 set 2008  | Kitt Peak      | Spacewatch               | —         | MPC                           |
| 269284              | 2008 RK138 | 6 set 2008  | Catalina       | CSS                      | —         | MPC                           |
| 269285              | 2008 RN141 | 6 set 2008  | Mount Lemmon   | Mount Lemmon Survey      | —         | MPC                           |
| 269286              | 2008 SA1   | 21 set 2008 | Grove Creek    | F. Tozzi                 | —         | MPC                           |
| 269287              | 2008 SY4   | 22 set 2008 | Socorro        | LINEAR                   | —         | MPC                           |
| 269288              | 2008 SV15  | 19 set 2008 | Kitt Peak      | Spacewatch               | —         | MPC                           |
| 269289              | 2008 SY18  | 19 set 2008 | Kitt Peak      | Spacewatch               | —         | MPC                           |
| 269290              | 2008 SV20  | 19 set 2008 | Kitt Peak      | Spacewatch               | —         | MPC                           |
| 269291              | 2008 SM21  | 19 set 2008 | Kitt Peak      | Spacewatch               | —         | MPC                           |
| 269292              | 2008 SC23  | 19 set 2008 | Kitt Peak      | Spacewatch               | —         | MPC                           |
| 269293              | 2008 SC36  | 20 set 2008 | Kitt Peak      | Spacewatch               | —         | MPC                           |
| 269294              | 2008 SJ37  | 20 set 2008 | Kitt Peak      | Spacewatch               | Juno      | MPC                           |
| 269295              | 2008 SZ50  | 20 set 2008 | Mount Lemmon   | Mount Lemmon Survey      | —         | MPC                           |
| 269296              | 2008 SU52  | 20 set 2008 | Mount Lemmon   | Mount Lemmon Survey      | —         | MPC                           |
| 269297              | 2008 SC68  | 21 set 2008 | Catalina       | CSS                      | —         | MPC                           |
| 269298              | 2008 SB71  | 22 set 2008 | Kitt Peak      | Spacewatch               | —         | MPC                           |
| 269299              | 2008 SK74  | 23 set 2008 | Catalina       | CSS                      | —         | MPC                           |
| 269300 Diego        | 2008 SB82  | 26 set 2008 | La Cañada      | J. Lacruz                | —         | MPC                           |

## 269301–269400
| Designação              | Designação | Descoberta  | Descoberta        | Descobridor(es)      | Categoria | Mais informações / Referência |
| Permanente              | Provisória | Data        | Local             | Descobridor(es)      | Categoria | Mais informações / Referência |
| ----------------------- | ---------- | ----------- | ----------------- | -------------------- | --------- | ----------------------------- |
| 269301                  | 2008 SB88  | 20 set 2008 | Catalina          | CSS                  | —         | MPC                           |
| 269302                  | 2008 ST109 | 22 set 2008 | Kitt Peak         | Spacewatch           | —         | MPC                           |
| 269303                  | 2008 SL110 | 22 set 2008 | Kitt Peak         | Spacewatch           | —         | MPC                           |
| 269304                  | 2008 SV110 | 22 set 2008 | Kitt Peak         | Spacewatch           | —         | MPC                           |
| 269305                  | 2008 SA114 | 22 set 2008 | Kitt Peak         | Spacewatch           | —         | MPC                           |
| 269306                  | 2008 SD130 | 22 set 2008 | Kitt Peak         | Spacewatch           | —         | MPC                           |
| 269307                  | 2008 SK139 | 23 set 2008 | Siding Spring     | SSS                  | —         | MPC                           |
| 269308                  | 2008 SW145 | 22 set 2008 | Kitt Peak         | Spacewatch           | —         | MPC                           |
| 269309                  | 2008 SV151 | 30 set 2008 | Desert Moon       | B. L. Stevens        | —         | MPC                           |
| 269310                  | 2008 SA153 | 22 set 2008 | Socorro           | LINEAR               | —         | MPC                           |
| 269311                  | 2008 SC154 | 22 set 2008 | Socorro           | LINEAR               | —         | MPC                           |
| 269312                  | 2008 SK154 | 22 set 2008 | Socorro           | LINEAR               | —         | MPC                           |
| 269313                  | 2008 SK155 | 23 set 2008 | Socorro           | LINEAR               | —         | MPC                           |
| 269314                  | 2008 SD159 | 24 set 2008 | Socorro           | LINEAR               | —         | MPC                           |
| 269315                  | 2008 SD166 | 28 set 2008 | Socorro           | LINEAR               | —         | MPC                           |
| 269316                  | 2008 SJ166 | 28 set 2008 | Socorro           | LINEAR               | —         | MPC                           |
| 269317                  | 2008 SG168 | 30 set 2008 | Socorro           | LINEAR               | Phocaea   | MPC                           |
| 269318                  | 2008 SJ171 | 21 set 2008 | Mount Lemmon      | Mount Lemmon Survey  | —         | MPC                           |
| 269319                  | 2008 SS172 | 22 set 2008 | Mount Lemmon      | Mount Lemmon Survey  | —         | MPC                           |
| 269320                  | 2008 SL176 | 23 set 2008 | Mount Lemmon      | Mount Lemmon Survey  | —         | MPC                           |
| 269321                  | 2008 SA177 | 23 set 2008 | Mount Lemmon      | Mount Lemmon Survey  | —         | MPC                           |
| 269322                  | 2008 SR207 | 27 set 2008 | Goodricke-Pigott  | R. A. Tucker         | —         | MPC                           |
| 269323 Madisonvillehigh | 2008 SE209 | 28 set 2008 | Charleston        | ARO                  | —         | MPC                           |
| 269324                  | 2008 SL219 | 30 set 2008 | La Sagra          | Mallorca Obs.        | —         | MPC                           |
| 269325                  | 2008 SO221 | 25 set 2008 | Mount Lemmon      | Mount Lemmon Survey  | —         | MPC                           |
| 269326                  | 2008 SH269 | 21 set 2008 | Catalina          | CSS                  | —         | MPC                           |
| 269327                  | 2008 SC278 | 28 set 2008 | Mount Lemmon      | Mount Lemmon Survey  | Vesta     | MPC                           |
| 269328                  | 2008 SY282 | 29 set 2008 | Mount Lemmon      | Mount Lemmon Survey  | —         | MPC                           |
| 269329                  | 2008 SJ285 | 20 set 2008 | Mount Lemmon      | Mount Lemmon Survey  | —         | MPC                           |
| 269330                  | 2008 TU1   | 2 out 2008  | Pla D'Arguines    | R. Ferrando          | —         | MPC                           |
| 269331                  | 2008 TV3   | 3 out 2008  | Socorro           | LINEAR               | —         | MPC                           |
| 269332                  | 2008 TK6   | 3 out 2008  | La Sagra          | Mallorca Obs.        | —         | MPC                           |
| 269333                  | 2008 TA17  | 1 out 2008  | Mount Lemmon      | Mount Lemmon Survey  | —         | MPC                           |
| 269334                  | 2008 TY17  | 1 out 2008  | Mount Lemmon      | Mount Lemmon Survey  | —         | MPC                           |
| 269335                  | 2008 TD19  | 1 out 2008  | Mount Lemmon      | Mount Lemmon Survey  | —         | MPC                           |
| 269336                  | 2008 TS27  | 1 out 2008  | La Sagra          | Mallorca Obs.        | —         | MPC                           |
| 269337                  | 2008 TC30  | 1 out 2008  | Mount Lemmon      | Mount Lemmon Survey  | —         | MPC                           |
| 269338                  | 2008 TM30  | 1 out 2008  | Kitt Peak         | Spacewatch           | —         | MPC                           |
| 269339                  | 2008 TJ37  | 1 out 2008  | Mount Lemmon      | Mount Lemmon Survey  | —         | MPC                           |
| 269340                  | 2008 TB40  | 1 out 2008  | Mount Lemmon      | Mount Lemmon Survey  | —         | MPC                           |
| 269341                  | 2008 TD52  | 2 out 2008  | Kitt Peak         | Spacewatch           | —         | MPC                           |
| 269342                  | 2008 TU91  | 4 out 2008  | La Sagra          | Mallorca Obs.        | —         | MPC                           |
| 269343                  | 2008 TZ94  | 6 out 2008  | La Sagra          | Mallorca Obs.        | —         | MPC                           |
| 269344                  | 2008 TH95  | 6 out 2008  | Kitt Peak         | Spacewatch           | —         | MPC                           |
| 269345                  | 2008 TG106 | 6 out 2008  | Kitt Peak         | Spacewatch           | Juno      | MPC                           |
| 269346                  | 2008 TB110 | 6 out 2008  | Mount Lemmon      | Mount Lemmon Survey  | —         | MPC                           |
| 269347                  | 2008 TV110 | 6 out 2008  | Catalina          | CSS                  | —         | MPC                           |
| 269348                  | 2008 TT134 | 8 out 2008  | Kitt Peak         | Spacewatch           | —         | MPC                           |
| 269349                  | 2008 TT179 | 1 out 2008  | Catalina          | CSS                  | —         | MPC                           |
| 269350                  | 2008 US9   | 17 out 2008 | Kitt Peak         | Spacewatch           | —         | MPC                           |
| 269351                  | 2008 UW11  | 17 out 2008 | Kitt Peak         | Spacewatch           | —         | MPC                           |
| 269352                  | 2008 UM12  | 17 out 2008 | Kitt Peak         | Spacewatch           | —         | MPC                           |
| 269353                  | 2008 UO36  | 20 out 2008 | Kitt Peak         | Spacewatch           | —         | MPC                           |
| 269354                  | 2008 UW50  | 20 out 2008 | Mount Lemmon      | Mount Lemmon Survey  | —         | MPC                           |
| 269355                  | 2008 UR61  | 21 out 2008 | Kitt Peak         | Spacewatch           | —         | MPC                           |
| 269356                  | 2008 UF90  | 26 out 2008 | Cordell-Lorenz    | D. T. Durig          | Vesta     | MPC                           |
| 269357                  | 2008 UL97  | 25 out 2008 | Socorro           | LINEAR               | —         | MPC                           |
| 269358                  | 2008 UN122 | 22 out 2008 | Kitt Peak         | Spacewatch           | —         | MPC                           |
| 269359                  | 2008 UJ205 | 27 out 2008 | Catalina          | CSS                  | —         | MPC                           |
| 269360                  | 2008 UN249 | 27 out 2008 | Mount Lemmon      | Mount Lemmon Survey  | —         | MPC                           |
| 269361                  | 2008 UN323 | 31 out 2008 | Catalina          | CSS                  | —         | MPC                           |
| 269362                  | 2008 UZ334 | 20 out 2008 | Kitt Peak         | Spacewatch           | —         | MPC                           |
| 269363                  | 2008 UB338 | 20 out 2008 | Kitt Peak         | Spacewatch           | —         | MPC                           |
| 269364                  | 2008 US354 | 27 out 2008 | Mount Lemmon      | Mount Lemmon Survey  | —         | MPC                           |
| 269365                  | 2008 VA43  | 3 nov 2008  | Catalina          | CSS                  | —         | MPC                           |
| 269366                  | 2008 WB6   | 17 nov 2008 | Kitt Peak         | Spacewatch           | —         | MPC                           |
| 269367                  | 2008 WL6   | 17 nov 2008 | Kitt Peak         | Spacewatch           | —         | MPC                           |
| 269368                  | 2008 WL49  | 18 nov 2008 | Catalina          | CSS                  | Juno      | MPC                           |
| 269369                  | 2008 WK140 | 18 nov 2008 | Catalina          | CSS                  | —         | MPC                           |
| 269370                  | 2008 YX40  | 30 ago 2008 | Kitt Peak         | Spacewatch           | —         | MPC                           |
| 269371                  | 2008 YE168 | 30 ago 2008 | Catalina          | CSS                  | —         | MPC                           |
| 269372                  | 2008 YS169 | 31 ago 2008 | Mount Lemmon      | Mount Lemmon Survey  | —         | MPC                           |
| 269373                  | 2008 YT172 | 22 ago 2008 | Kitt Peak         | Spacewatch           | —         | MPC                           |
| 269374                  | 2009 AF17  | 13 jan 2009 | Calvin-Rehoboth   | Calvin–Rehoboth Obs. | —         | MPC                           |
| 269375                  | 2009 DV46  | 28 fev 2009 | Socorro           | LINEAR               | —         | MPC                           |
| 269376                  | 2009 DP57  | 21 fev 2009 | Kitt Peak         | Spacewatch           | —         | MPC                           |
| 269377                  | 2009 NB1   | 14 jul 2009 | La Sagra          | Mallorca Obs.        | —         | MPC                           |
| 269378                  | 2009 NH2   | 14 jul 2009 | Kitt Peak         | Spacewatch           | Phocaea   | MPC                           |
| 269379                  | 2009 OW3   | 21 jul 2009 | Črni Vrh          | Črni Vrh             | —         | MPC                           |
| 269380                  | 2009 PM10  | 15 ago 2009 | La Sagra          | Mallorca Obs.        | —         | MPC                           |
| 269381                  | 2009 PG20  | 15 ago 2009 | Kitt Peak         | Spacewatch           | —         | MPC                           |
| 269382                  | 2009 QW    | 17 ago 2009 | Catalina          | CSS                  | —         | MPC                           |
| 269383                  | 2009 QG1   | 16 ago 2009 | La Sagra          | Mallorca Obs.        | —         | MPC                           |
| 269384                  | 2009 QX2   | 16 ago 2009 | Kitt Peak         | Spacewatch           | —         | MPC                           |
| 269385                  | 2009 QY3   | 16 ago 2009 | Kitt Peak         | Spacewatch           | —         | MPC                           |
| 269386                  | 2009 QY14  | 16 ago 2009 | Kitt Peak         | Spacewatch           | —         | MPC                           |
| 269387                  | 2009 QT22  | 20 ago 2009 | La Sagra          | Mallorca Obs.        | Mitidika  | MPC                           |
| 269388                  | 2009 QX22  | 20 ago 2009 | La Sagra          | Mallorca Obs.        | —         | MPC                           |
| 269389                  | 2009 QH28  | 20 ago 2009 | Hibiscus          | N. Teamo             | —         | MPC                           |
| 269390 Igortkachenko    | 2009 QA34  | 27 ago 2009 | Tzec Maun         | L. Elenin            | —         | MPC                           |
| 269391                  | 2009 QM37  | 31 ago 2009 | Taunus            | S. Karge, R. Kling   | —         | MPC                           |
| 269392                  | 2009 QX37  | 29 ago 2009 | Bergisch Gladbach | W. Bickel            | —         | MPC                           |
| 269393                  | 2009 QS44  | 27 ago 2009 | Kitt Peak         | Spacewatch           | —         | MPC                           |
| 269394                  | 2009 QC45  | 27 ago 2009 | Catalina          | CSS                  | —         | MPC                           |
| 269395                  | 2009 QX50  | 26 ago 2009 | La Sagra          | Mallorca Obs.        | —         | MPC                           |
| 269396                  | 2009 QQ60  | 18 ago 2009 | Catalina          | CSS                  | —         | MPC                           |
| 269397                  | 2009 RB    | 2 set 2009  | La Sagra          | Mallorca Obs.        | Phocaea   | MPC                           |
| 269398                  | 2009 RE3   | 10 set 2009 | La Sagra          | Mallorca Obs.        | —         | MPC                           |
| 269399                  | 2009 RZ5   | 14 set 2009 | Catalina          | CSS                  | —         | MPC                           |
| 269400                  | 2009 RN8   | 12 set 2009 | Kitt Peak         | Spacewatch           | —         | MPC                           |

## 269401–269500
| Designação      | Designação | Descoberta  | Descoberta      | Descobridor(es)     | Categoria | Mais informações / Referência |
| Permanente      | Provisória | Data        | Local           | Descobridor(es)     | Categoria | Mais informações / Referência |
| --------------- | ---------- | ----------- | --------------- | ------------------- | --------- | ----------------------------- |
| 269401          | 2009 RO8   | 12 set 2009 | Kitt Peak       | Spacewatch          | —         | MPC                           |
| 269402          | 2009 RH12  | 12 set 2009 | Kitt Peak       | Spacewatch          | —         | MPC                           |
| 269403          | 2009 RT13  | 12 set 2009 | Kitt Peak       | Spacewatch          | —         | MPC                           |
| 269404          | 2009 RL15  | 12 set 2009 | Kitt Peak       | Spacewatch          | —         | MPC                           |
| 269405          | 2009 RN28  | 12 set 2009 | Kitt Peak       | Spacewatch          | —         | MPC                           |
| 269406          | 2009 RK29  | 14 set 2009 | Kitt Peak       | Spacewatch          | —         | MPC                           |
| 269407          | 2009 RS30  | 14 set 2009 | Kitt Peak       | Spacewatch          | —         | MPC                           |
| 269408          | 2009 RD46  | 15 set 2009 | Kitt Peak       | Spacewatch          | —         | MPC                           |
| 269409          | 2009 RQ52  | 15 set 2009 | Kitt Peak       | Spacewatch          | —         | MPC                           |
| 269410          | 2009 RB54  | 15 set 2009 | Kitt Peak       | Spacewatch          | —         | MPC                           |
| 269411          | 2009 RZ55  | 15 set 2009 | Kitt Peak       | Spacewatch          | —         | MPC                           |
| 269412          | 2009 RM69  | 15 set 2009 | Kitt Peak       | Spacewatch          | —         | MPC                           |
| 269413          | 2009 SK20  | 22 set 2009 | Kachina         | J. Hobart           | Mitidika  | MPC                           |
| 269414          | 2009 SX20  | 18 set 2009 | Kitt Peak       | Spacewatch          | —         | MPC                           |
| 269415          | 2009 SV32  | 16 set 2009 | Kitt Peak       | Spacewatch          | —         | MPC                           |
| 269416          | 2009 SL39  | 16 set 2009 | Kitt Peak       | Spacewatch          | —         | MPC                           |
| 269417          | 2009 SF46  | 16 set 2009 | Kitt Peak       | Spacewatch          | —         | MPC                           |
| 269418          | 2009 SM52  | 17 set 2009 | Kitt Peak       | Spacewatch          | —         | MPC                           |
| 269419          | 2009 ST66  | 17 set 2009 | Kitt Peak       | Spacewatch          | —         | MPC                           |
| 269420          | 2009 SD107 | 27 mar 2003 | Kitt Peak       | Spacewatch          | Vesta     | MPC                           |
| 269421          | 2009 SB119 | 18 set 2009 | Kitt Peak       | Spacewatch          | —         | MPC                           |
| 269422          | 2009 SX121 | 18 set 2009 | Kitt Peak       | Spacewatch          | —         | MPC                           |
| 269423          | 2009 SQ128 | 18 set 2009 | Kitt Peak       | Spacewatch          | —         | MPC                           |
| 269424          | 2009 SE131 | 18 set 2009 | Kitt Peak       | Spacewatch          | —         | MPC                           |
| 269425          | 2009 SE132 | 18 set 2009 | Kitt Peak       | Spacewatch          | —         | MPC                           |
| 269426          | 2009 SW132 | 18 set 2009 | Kitt Peak       | Spacewatch          | —         | MPC                           |
| 269427          | 2009 SU134 | 18 set 2009 | Kitt Peak       | Spacewatch          | —         | MPC                           |
| 269428          | 2009 SD135 | 18 set 2009 | Kitt Peak       | Spacewatch          | —         | MPC                           |
| 269429          | 2009 SG135 | 18 set 2009 | Kitt Peak       | Spacewatch          | —         | MPC                           |
| 269430          | 2009 SB147 | 19 set 2009 | Kitt Peak       | Spacewatch          | —         | MPC                           |
| 269431          | 2009 SP148 | 19 set 2009 | Mount Lemmon    | Mount Lemmon Survey | —         | MPC                           |
| 269432          | 2009 SN150 | 20 set 2009 | Kitt Peak       | Spacewatch          | —         | MPC                           |
| 269433          | 2009 SL163 | 21 set 2009 | Mount Lemmon    | Mount Lemmon Survey | Mitidika  | MPC                           |
| 269434          | 2009 SR164 | 21 set 2009 | Kitt Peak       | Spacewatch          | Brangane  | MPC                           |
| 269435          | 2009 SO165 | 22 set 2009 | Kitt Peak       | Spacewatch          | —         | MPC                           |
| 269436          | 2009 SP174 | 18 set 2009 | Purple Mountain | PMO NEO             | —         | MPC                           |
| 269437          | 2009 SP200 | 22 set 2009 | Kitt Peak       | Spacewatch          | —         | MPC                           |
| 269438          | 2009 SY202 | 22 set 2009 | Kitt Peak       | Spacewatch          | —         | MPC                           |
| 269439          | 2009 SV204 | 22 set 2009 | Kitt Peak       | Spacewatch          | —         | MPC                           |
| 269440          | 2009 SE206 | 23 set 2009 | Kitt Peak       | Spacewatch          | —         | MPC                           |
| 269441          | 2009 SJ212 | 23 set 2009 | Kitt Peak       | Spacewatch          | —         | MPC                           |
| 269442          | 2009 SC220 | 24 set 2009 | Mount Lemmon    | Mount Lemmon Survey | —         | MPC                           |
| 269443          | 2009 SP224 | 25 set 2009 | Kitt Peak       | Spacewatch          | Eos       | MPC                           |
| 269444          | 2009 SR230 | 16 set 2009 | Mount Lemmon    | Mount Lemmon Survey | —         | MPC                           |
| 269445          | 2009 SZ233 | 23 set 2009 | Mount Lemmon    | Mount Lemmon Survey | —         | MPC                           |
| 269446          | 2009 SJ238 | 17 jun 2005 | Mount Lemmon    | Mount Lemmon Survey | —         | MPC                           |
| 269447          | 2009 SH245 | 28 set 2009 | Tzec Maun       | Tzec Maun Obs.      | —         | MPC                           |
| 269448          | 2009 SA250 | 18 set 2009 | Kitt Peak       | Spacewatch          | —         | MPC                           |
| 269449          | 2009 SC253 | 22 set 2009 | Mount Lemmon    | Mount Lemmon Survey | —         | MPC                           |
| 269450          | 2009 SD253 | 22 set 2009 | Mount Lemmon    | Mount Lemmon Survey | —         | MPC                           |
| 269451          | 2009 SE256 | 21 set 2009 | Mount Lemmon    | Mount Lemmon Survey | —         | MPC                           |
| 269452          | 2009 SM267 | 23 set 2009 | Mount Lemmon    | Mount Lemmon Survey | —         | MPC                           |
| 269453          | 2009 SY270 | 24 set 2009 | Kitt Peak       | Spacewatch          | —         | MPC                           |
| 269454          | 2009 SC272 | 24 set 2009 | Kitt Peak       | Spacewatch          | —         | MPC                           |
| 269455          | 2009 SA276 | 25 set 2009 | Kitt Peak       | Spacewatch          | —         | MPC                           |
| 269456          | 2009 SB277 | 25 set 2009 | Kitt Peak       | Spacewatch          | —         | MPC                           |
| 269457          | 2009 SQ289 | 25 set 2009 | Kitt Peak       | Spacewatch          | —         | MPC                           |
| 269458          | 2009 SW297 | 28 set 2009 | Mount Lemmon    | Mount Lemmon Survey | Eos       | MPC                           |
| 269459          | 2009 SJ333 | 25 set 2009 | Catalina        | CSS                 | —         | MPC                           |
| 269460          | 2009 SB336 | 23 set 2009 | Kitt Peak       | Spacewatch          | —         | MPC                           |
| 269461          | 2009 SA345 | 18 set 2009 | Kitt Peak       | Spacewatch          | —         | MPC                           |
| 269462          | 2009 SE346 | 23 set 2009 | Kitt Peak       | Spacewatch          | —         | MPC                           |
| 269463          | 2009 SZ347 | 16 set 2009 | Kitt Peak       | Spacewatch          | —         | MPC                           |
| 269464          | 2009 SK348 | 24 set 2009 | Catalina        | CSS                 | Vesta     | MPC                           |
| 269465          | 2009 SF350 | 22 set 2009 | Mount Lemmon    | Mount Lemmon Survey | —         | MPC                           |
| 269466          | 2009 SR360 | 16 set 2009 | Mount Lemmon    | Mount Lemmon Survey | —         | MPC                           |
| 269467          | 2009 SM361 | 27 set 2009 | Socorro         | LINEAR              | —         | MPC                           |
| 269468          | 2009 SP363 | 20 set 2009 | Kitt Peak       | Spacewatch          | —         | MPC                           |
| 269469          | 2009 TB18  | 15 out 2009 | La Sagra        | Mallorca Obs.       | —         | MPC                           |
| 269470          | 2009 TF20  | 11 out 2009 | Catalina        | CSS                 | Mitidika  | MPC                           |
| 269471          | 2009 TP21  | 12 out 2009 | La Sagra        | Mallorca Obs.       | —         | MPC                           |
| 269472          | 2009 TB24  | 14 out 2009 | Catalina        | CSS                 | —         | MPC                           |
| 269473          | 2009 TR25  | 14 out 2009 | Catalina        | CSS                 | —         | MPC                           |
| 269474          | 2009 TG27  | 14 out 2009 | La Sagra        | Mallorca Obs.       | —         | MPC                           |
| 269475          | 2009 TQ32  | 14 out 2009 | Catalina        | CSS                 | —         | MPC                           |
| 269476          | 2009 TR34  | 12 out 2009 | La Sagra        | Mallorca Obs.       | —         | MPC                           |
| 269477          | 2009 TM35  | 14 out 2009 | La Sagra        | Mallorca Obs.       | —         | MPC                           |
| 269478          | 2009 TP35  | 14 out 2009 | La Sagra        | Mallorca Obs.       | —         | MPC                           |
| 269479          | 2009 TH36  | 14 out 2009 | Catalina        | CSS                 | Mitidika  | MPC                           |
| 269480          | 2009 TC39  | 15 out 2009 | Catalina        | CSS                 | —         | MPC                           |
| 269481          | 2009 TC42  | 12 out 2009 | Mount Lemmon    | Mount Lemmon Survey | —         | MPC                           |
| 269482          | 2009 TO42  | 12 out 2009 | Mount Lemmon    | Mount Lemmon Survey | —         | MPC                           |
| 269483          | 2009 TB44  | 14 out 2009 | Mount Lemmon    | Mount Lemmon Survey | —         | MPC                           |
| 269484 Marcia   | 2009 UB4   | 19 out 2009 | Falera          | J. De Queiroz       | —         | MPC                           |
| 269485 Bisikalo | 2009 UQ14  | 21 out 2009 | Zelenchukskaya  | T. V. Kryachko      | —         | MPC                           |
| 269486          | 2009 UW15  | 17 out 2009 | La Sagra        | Mallorca Obs.       | —         | MPC                           |
| 269487          | 2009 UW17  | 20 out 2009 | Mayhill         | iTelescope Obs.     | —         | MPC                           |
| 269488          | 2009 UJ18  | 17 out 2009 | Bisei SG Center | BATTeRS             | —         | MPC                           |
| 269489          | 2009 UY20  | 22 out 2009 | Bisei SG Center | BATTeRS             | —         | MPC                           |
| 269490          | 2009 UH23  | 18 out 2009 | La Sagra        | Mallorca Obs.       | —         | MPC                           |
| 269491          | 2009 UR25  | 20 out 2009 | Socorro         | LINEAR              | —         | MPC                           |
| 269492          | 2009 UG30  | 18 out 2009 | Mount Lemmon    | Mount Lemmon Survey | —         | MPC                           |
| 269493          | 2009 UF31  | 18 out 2009 | Mount Lemmon    | Mount Lemmon Survey | —         | MPC                           |
| 269494          | 2009 UU31  | 18 out 2009 | Mount Lemmon    | Mount Lemmon Survey | —         | MPC                           |
| 269495          | 2009 UB32  | 18 out 2009 | Mount Lemmon    | Mount Lemmon Survey | —         | MPC                           |
| 269496          | 2009 UC35  | 21 out 2009 | Mount Lemmon    | Mount Lemmon Survey | —         | MPC                           |
| 269497          | 2009 UR37  | 22 out 2009 | Mount Lemmon    | Mount Lemmon Survey | —         | MPC                           |
| 269498          | 2009 US51  | 22 out 2009 | Mount Lemmon    | Mount Lemmon Survey | —         | MPC                           |
| 269499          | 2009 UD53  | 22 out 2009 | Catalina        | CSS                 | —         | MPC                           |
| 269500          | 2009 UT59  | 23 out 2009 | Kitt Peak       | Spacewatch          | —         | MPC                           |

## 269501–269600
| Designação       | Designação | Descoberta  | Descoberta      | Descobridor(es)            | Categoria | Mais informações / Referência |
| Permanente       | Provisória | Data        | Local           | Descobridor(es)            | Categoria | Mais informações / Referência |
| ---------------- | ---------- | ----------- | --------------- | -------------------------- | --------- | ----------------------------- |
| 269501           | 2009 UG72  | 23 out 2009 | Mount Lemmon    | Mount Lemmon Survey        | —         | MPC                           |
| 269502           | 2009 UZ72  | 23 out 2009 | Kitt Peak       | Spacewatch                 | —         | MPC                           |
| 269503           | 2009 UX80  | 22 out 2009 | Catalina        | CSS                        | —         | MPC                           |
| 269504           | 2009 UT88  | 22 out 2009 | Catalina        | CSS                        | —         | MPC                           |
| 269505           | 2009 UA89  | 24 out 2009 | Catalina        | CSS                        | —         | MPC                           |
| 269506           | 2009 UY89  | 17 out 2009 | La Sagra        | Mallorca Obs.              | —         | MPC                           |
| 269507           | 2009 UU91  | 18 out 2009 | Catalina        | CSS                        | —         | MPC                           |
| 269508           | 2009 UX95  | 22 out 2009 | Mount Lemmon    | Mount Lemmon Survey        | —         | MPC                           |
| 269509           | 2009 UQ98  | 23 out 2009 | Mount Lemmon    | Mount Lemmon Survey        | Pallas    | MPC                           |
| 269510           | 2009 UE99  | 23 out 2009 | Mount Lemmon    | Mount Lemmon Survey        | —         | MPC                           |
| 269511           | 2009 UH108 | 23 out 2009 | Kitt Peak       | Spacewatch                 | —         | MPC                           |
| 269512           | 2009 UL109 | 23 out 2009 | Kitt Peak       | Spacewatch                 | —         | MPC                           |
| 269513           | 2009 UV109 | 23 out 2009 | Mount Lemmon    | Mount Lemmon Survey        | —         | MPC                           |
| 269514           | 2009 UL110 | 23 out 2009 | Kitt Peak       | Spacewatch                 | —         | MPC                           |
| 269515           | 2009 UA115 | 21 out 2009 | Mount Lemmon    | Mount Lemmon Survey        | —         | MPC                           |
| 269516           | 2009 UN127 | 26 out 2009 | La Sagra        | Mallorca Obs.              | —         | MPC                           |
| 269517           | 2009 UD129 | 28 out 2009 | La Sagra        | Mallorca Obs.              | —         | MPC                           |
| 269518           | 2009 UQ132 | 16 out 2009 | Catalina        | CSS                        | —         | MPC                           |
| 269519           | 2009 US146 | 23 out 2009 | Kitt Peak       | Spacewatch                 | —         | MPC                           |
| 269520           | 2009 UC147 | 26 out 2009 | Mount Lemmon    | Mount Lemmon Survey        | —         | MPC                           |
| 269521           | 2009 UU147 | 17 out 2009 | Mount Lemmon    | Mount Lemmon Survey        | —         | MPC                           |
| 269522           | 2009 UP152 | 27 out 2009 | Mount Lemmon    | Mount Lemmon Survey        | Juno      | MPC                           |
| 269523           | 2009 VR7   | 8 nov 2009  | Catalina        | CSS                        | —         | MPC                           |
| 269524           | 2009 VX16  | 8 nov 2009  | Mount Lemmon    | Mount Lemmon Survey        | —         | MPC                           |
| 269525           | 2009 VB27  | 8 nov 2009  | Kitt Peak       | Spacewatch                 | Pallas    | MPC                           |
| 269526           | 2009 VQ41  | 9 nov 2009  | Catalina        | CSS                        | —         | MPC                           |
| 269527           | 2009 VY42  | 9 nov 2009  | Kitt Peak       | Spacewatch                 | —         | MPC                           |
| 269528           | 2009 VN44  | 15 nov 2009 | Mayhill         | iTelescope Obs.            | —         | MPC                           |
| 269529           | 2009 VG48  | 9 nov 2009  | Mount Lemmon    | Mount Lemmon Survey        | —         | MPC                           |
| 269530           | 2009 VF60  | 10 nov 2009 | Catalina        | CSS                        | —         | MPC                           |
| 269531           | 2009 VR65  | 9 nov 2009  | Kitt Peak       | Spacewatch                 | —         | MPC                           |
| 269532           | 2009 VU66  | 9 nov 2009  | Kitt Peak       | Spacewatch                 | —         | MPC                           |
| 269533           | 2009 VH69  | 9 nov 2009  | Mount Lemmon    | Mount Lemmon Survey        | —         | MPC                           |
| 269534           | 2009 VA82  | 8 nov 2009  | Kitt Peak       | Spacewatch                 | —         | MPC                           |
| 269535           | 2009 VK82  | 8 nov 2009  | Kitt Peak       | Spacewatch                 | —         | MPC                           |
| 269536           | 2009 VG83  | 9 nov 2009  | Kitt Peak       | Spacewatch                 | —         | MPC                           |
| 269537           | 2009 VF84  | 9 nov 2009  | Kitt Peak       | Spacewatch                 | Eos       | MPC                           |
| 269538           | 2009 VZ85  | 10 nov 2009 | Kitt Peak       | Spacewatch                 | —         | MPC                           |
| 269539           | 2009 VD92  | 12 nov 2009 | La Sagra        | Mallorca Obs.              | —         | MPC                           |
| 269540           | 2009 VJ92  | 8 nov 2009  | Mount Lemmon    | Mount Lemmon Survey        | —         | MPC                           |
| 269541           | 2009 VT93  | 11 nov 2009 | Mount Lemmon    | Mount Lemmon Survey        | —         | MPC                           |
| 269542           | 2009 VK94  | 8 nov 2009  | Kitt Peak       | Spacewatch                 | —         | MPC                           |
| 269543           | 2009 VQ95  | 10 nov 2009 | Kitt Peak       | Spacewatch                 | —         | MPC                           |
| 269544           | 2009 VC104 | 15 nov 2009 | Catalina        | CSS                        | —         | MPC                           |
| 269545           | 2009 VN106 | 11 nov 2009 | Catalina        | CSS                        | —         | MPC                           |
| 269546           | 2009 VE108 | 8 nov 2009  | Kitt Peak       | Spacewatch                 | —         | MPC                           |
| 269547           | 2009 VG111 | 11 nov 2009 | La Sagra        | Mallorca Obs.              | —         | MPC                           |
| 269548           | 2009 WR    | 16 nov 2009 | Plana           | F. Fratev                  | —         | MPC                           |
| 269549           | 2009 WS5   | 12 dez 1999 | Kitt Peak       | Spacewatch                 | Vesta     | MPC                           |
| 269550 Chur      | 2009 WT5   | 16 nov 2009 | Falera          | J. De Queiroz              | —         | MPC                           |
| 269551           | 2009 WU8   | 19 nov 2009 | Vail-Jarnac     | Jarnac Obs.                | —         | MPC                           |
| 269552           | 2009 WZ14  | 16 nov 2009 | Mount Lemmon    | Mount Lemmon Survey        | —         | MPC                           |
| 269553           | 2009 WX15  | 16 nov 2009 | La Sagra        | Mallorca Obs.              | —         | MPC                           |
| 269554           | 2009 WD25  | 21 nov 2009 | Calvin-Rehoboth | L. A. Molnar               | —         | MPC                           |
| 269555           | 2009 WF27  | 16 nov 2009 | Kitt Peak       | Spacewatch                 | —         | MPC                           |
| 269556           | 2009 WM33  | 16 nov 2009 | Kitt Peak       | Spacewatch                 | —         | MPC                           |
| 269557           | 2009 WW33  | 16 nov 2009 | Kitt Peak       | Spacewatch                 | —         | MPC                           |
| 269558           | 2009 WM41  | 25 mar 2006 | Kitt Peak       | Spacewatch                 | —         | MPC                           |
| 269559           | 2009 WY46  | 18 nov 2009 | Mount Lemmon    | Mount Lemmon Survey        | Brangane  | MPC                           |
| 269560           | 2009 WQ50  | 19 nov 2009 | La Sagra        | Mallorca Obs.              | —         | MPC                           |
| 269561           | 2009 WK68  | 5 jan 2006  | Kitt Peak       | Spacewatch                 | —         | MPC                           |
| 269562           | 2009 WM68  | 17 nov 2009 | Mount Lemmon    | Mount Lemmon Survey        | —         | MPC                           |
| 269563           | 2009 WR73  | 18 nov 2009 | Kitt Peak       | Spacewatch                 | —         | MPC                           |
| 269564           | 2009 WW73  | 18 nov 2009 | Kitt Peak       | Spacewatch                 | —         | MPC                           |
| 269565           | 2009 WT82  | 19 nov 2009 | Kitt Peak       | Spacewatch                 | —         | MPC                           |
| 269566           | 2009 WT85  | 19 nov 2009 | Kitt Peak       | Spacewatch                 | —         | MPC                           |
| 269567 Bakhtinov | 2009 WK105 | 24 nov 2009 | Tzec Maun       | V. Nevski                  | —         | MPC                           |
| 269568           | 2009 WS105 | 25 nov 2009 | Tzec Maun       | D. Chestnov, A. Novichonok | Ursula    | MPC                           |
| 269569           | 2009 WO123 | 20 nov 2009 | Kitt Peak       | Spacewatch                 | —         | MPC                           |
| 269570           | 2009 WQ125 | 20 nov 2009 | Kitt Peak       | Spacewatch                 | Themis    | MPC                           |
| 269571           | 2009 WP161 | 21 nov 2009 | Kitt Peak       | Spacewatch                 | —         | MPC                           |
| 269572           | 2009 WF176 | 23 nov 2009 | Kitt Peak       | Spacewatch                 | Ursula    | MPC                           |
| 269573           | 2009 WC179 | 23 nov 2009 | Kitt Peak       | Spacewatch                 | —         | MPC                           |
| 269574           | 2009 WN182 | 23 nov 2009 | Kitt Peak       | Spacewatch                 | —         | MPC                           |
| 269575           | 2009 WE197 | 25 nov 2009 | Mount Lemmon    | Mount Lemmon Survey        | —         | MPC                           |
| 269576           | 2009 WT198 | 26 nov 2009 | Mount Lemmon    | Mount Lemmon Survey        | Juno      | MPC                           |
| 269577           | 2009 WM199 | 26 nov 2009 | Mount Lemmon    | Mount Lemmon Survey        | —         | MPC                           |
| 269578           | 2009 WR203 | 16 nov 2009 | Kitt Peak       | Spacewatch                 | —         | MPC                           |
| 269579           | 2009 WS204 | 17 nov 2009 | Kitt Peak       | Spacewatch                 | —         | MPC                           |
| 269580           | 2009 WL215 | 26 nov 2009 | Catalina        | CSS                        | Pallas    | MPC                           |
| 269581           | 2009 WN217 | 16 nov 2009 | Mount Lemmon    | Mount Lemmon Survey        | —         | MPC                           |
| 269582           | 2009 WX222 | 16 nov 2009 | Mount Lemmon    | Mount Lemmon Survey        | —         | MPC                           |
| 269583           | 2009 WO230 | 17 nov 2009 | Kitt Peak       | Spacewatch                 | —         | MPC                           |
| 269584           | 2009 WR250 | 24 nov 2009 | Kitt Peak       | Spacewatch                 | —         | MPC                           |
| 269585           | 2009 WO251 | 27 nov 2009 | Mount Lemmon    | Mount Lemmon Survey        | —         | MPC                           |
| 269586           | 2009 WJ254 | 17 nov 2009 | Kitt Peak       | Spacewatch                 | —         | MPC                           |
| 269587           | 2009 WB260 | 21 nov 2009 | Kitt Peak       | Spacewatch                 | —         | MPC                           |
| 269588           | 2009 WR260 | 21 nov 2009 | Kitt Peak       | Spacewatch                 | —         | MPC                           |
| 269589 Kryachko  | 2009 XN1   | 10 dez 2009 | Tzec Maun       | V. Nevski                  | Brangane  | MPC                           |
| 269590           | 2009 XC4   | 10 dez 2009 | Mount Lemmon    | Mount Lemmon Survey        | —         | MPC                           |
| 269591           | 2009 XO7   | 12 dez 2009 | La Sagra        | Mallorca Obs.              | —         | MPC                           |
| 269592           | 2009 XA13  | 8 abr 2002  | Kitt Peak       | Spacewatch                 | —         | MPC                           |
| 269593           | 2009 YU2   | 17 dez 2009 | Mount Lemmon    | Mount Lemmon Survey        | —         | MPC                           |
| 269594           | 2010 AM36  | 7 jan 2010  | Kitt Peak       | Spacewatch                 | —         | MPC                           |
| 269595           | 2010 AZ79  | 12 jan 2010 | Kitt Peak       | Spacewatch                 | —         | MPC                           |
| 269596           | 2010 AY96  | 9 jan 2010  | WISE            | WISE                       | —         | MPC                           |
| 269597           | 2010 AC99  | 12 jan 2010 | WISE            | WISE                       | —         | MPC                           |
| 269598           | 2010 BF70  | 3 dez 2004  | Kitt Peak       | Spacewatch                 | —         | MPC                           |
| 269599           | 2010 BR80  | 25 jan 2010 | WISE            | WISE                       | —         | MPC                           |
| 269600           | 2010 BR85  | 3 nov 2004  | Catalina        | CSS                        | —         | MPC                           |

## 269601–269700
| Designação | Designação | Descoberta  | Descoberta       | Descobridor(es)     | Categoria | Mais informações / Referência |
| Permanente | Provisória | Data        | Local            | Descobridor(es)     | Categoria | Mais informações / Referência |
| ---------- | ---------- | ----------- | ---------------- | ------------------- | --------- | ----------------------------- |
| 269601     | 2010 CX1   | 5 fev 2010  | Catalina         | CSS                 | —         | MPC                           |
| 269602     | 2010 CY18  | 6 fev 2010  | Mount Lemmon     | Mount Lemmon Survey | —         | MPC                           |
| 269603     | 2010 CH22  | 9 fev 2010  | Catalina         | CSS                 | —         | MPC                           |
| 269604     | 2010 CF32  | 9 fev 2010  | Kitt Peak        | Spacewatch          | —         | MPC                           |
| 269605     | 2010 CG32  | 9 fev 2010  | Kitt Peak        | Spacewatch          | —         | MPC                           |
| 269606     | 2010 CU52  | 14 fev 2010 | WISE             | WISE                | —         | MPC                           |
| 269607     | 2010 CG89  | 14 fev 2010 | Mount Lemmon     | Mount Lemmon Survey | —         | MPC                           |
| 269608     | 2010 CF108 | 14 fev 2010 | Catalina         | CSS                 | —         | MPC                           |
| 269609     | 2010 CH139 | 9 fev 2010  | Kitt Peak        | Spacewatch          | —         | MPC                           |
| 269610     | 2010 CQ143 | 9 fev 2010  | Kitt Peak        | Spacewatch          | —         | MPC                           |
| 269611     | 2010 CQ191 | 11 jan 2003 | Kitt Peak        | Spacewatch          | Pallas    | MPC                           |
| 269612     | 2010 CJ198 | 14 fev 2010 | WISE             | WISE                | —         | MPC                           |
| 269613     | 2010 DE14  | 17 fev 2010 | WISE             | WISE                | —         | MPC                           |
| 269614     | 2010 DU52  | 22 fev 2010 | WISE             | WISE                | —         | MPC                           |
| 269615     | 2010 DB76  | 18 fev 2010 | Mount Lemmon     | Mount Lemmon Survey | —         | MPC                           |
| 269616     | 2010 EO111 | 4 mar 2010  | Kitt Peak        | Spacewatch          | —         | MPC                           |
| 269617     | 2010 JY122 | 14 mai 2010 | Kitt Peak        | Spacewatch          | —         | MPC                           |
| 269618     | 2010 KU117 | 18 mai 2010 | La Sagra         | Mallorca Obs.       | —         | MPC                           |
| 269619     | 2010 SL16  | 13 mai 2007 | Mount Lemmon     | Mount Lemmon Survey | —         | MPC                           |
| 269620     | 2010 UJ58  | 5 set 2008  | Kitt Peak        | Spacewatch          | Vesta     | MPC                           |
| 269621     | 2010 UX96  | 10 mar 2002 | Palomar          | NEAT                | Vesta     | MPC                           |
| 269622     | 2010 VF38  | 9 out 2010  | Catalina         | CSS                 | Vesta     | MPC                           |
| 269623     | 2010 VA173 | 18 nov 1998 | Kitt Peak        | M. W. Buie          | Vesta     | MPC                           |
| 269624     | 2010 VQ180 | 20 dez 2004 | Mount Lemmon     | Mount Lemmon Survey | Juno      | MPC                           |
| 269625     | 2010 XE51  | 18 dez 2001 | Socorro          | LINEAR              | —         | MPC                           |
| 269626     | 2010 XZ75  | 6 dez 2000  | Kitt Peak        | Spacewatch          | —         | MPC                           |
| 269627     | 2011 AV    | 18 dez 2004 | Kitt Peak        | Spacewatch          | —         | MPC                           |
| 269628     | 2011 AN23  | 31 jan 1997 | Prescott         | P. G. Comba         | —         | MPC                           |
| 269629     | 2011 AD27  | 23 jan 2006 | Kitt Peak        | Spacewatch          | —         | MPC                           |
| 269630     | 2011 AO28  | 26 fev 2006 | Anderson Mesa    | LONEOS              | —         | MPC                           |
| 269631     | 2011 AG29  | 15 jan 1997 | Campo Imperatore | CINEOS              | —         | MPC                           |
| 269632     | 2011 AK34  | 24 out 2005 | Mauna Kea        | A. Boattini         | —         | MPC                           |
| 269633     | 2011 AJ44  | 29 fev 2000 | Socorro          | LINEAR              | —         | MPC                           |
| 269634     | 2011 AE45  | 6 mar 1994  | Kitt Peak        | Spacewatch          | —         | MPC                           |
| 269635     | 2011 AS45  | 19 set 1998 | Caussols         | ODAS                | —         | MPC                           |
| 269636     | 2011 AU45  | 15 out 2004 | Mount Lemmon     | Mount Lemmon Survey | —         | MPC                           |
| 269637     | 2011 AF46  | 10 jan 1997 | Kitt Peak        | Spacewatch          | —         | MPC                           |
| 269638     | 2011 AM53  | 6 nov 2005  | Mount Lemmon     | Mount Lemmon Survey | —         | MPC                           |
| 269639     | 2011 AV59  | 14 set 2004 | Anderson Mesa    | LONEOS              | —         | MPC                           |
| 269640     | 2011 AM74  | 3 fev 2000  | Socorro          | LINEAR              | —         | MPC                           |
| 269641     | 4245 P-L   | 24 set 1960 | Palomar          | PLS                 | —         | MPC                           |
| 269642     | 6215 P-L   | 24 set 1960 | Palomar          | PLS                 | —         | MPC                           |
| 269643     | 6765 P-L   | 24 set 1960 | Palomar          | PLS                 | —         | MPC                           |
| 269644     | 2642 T-3   | 16 out 1977 | Palomar          | PLS                 | —         | MPC                           |
| 269645     | 1991 VX8   | 4 nov 1991  | Kitt Peak        | Spacewatch          | —         | MPC                           |
| 269646     | 1991 VR9   | 4 nov 1991  | Kitt Peak        | Spacewatch          | —         | MPC                           |
| 269647     | 1992 HF2   | 27 abr 1992 | Kitt Peak        | Spacewatch          | —         | MPC                           |
| 269648     | 1992 QE3   | 25 ago 1992 | Palomar          | A. Lowe             | —         | MPC                           |
| 269649     | 1993 BG11  | 22 jan 1993 | Kitt Peak        | Spacewatch          | —         | MPC                           |
| 269650     | 1994 GR4   | 6 abr 1994  | Kitt Peak        | Spacewatch          | —         | MPC                           |
| 269651     | 1994 GS7   | 12 abr 1994 | Kitt Peak        | Spacewatch          | —         | MPC                           |
| 269652     | 1994 PE31  | 12 ago 1994 | La Silla         | E. W. Elst          | —         | MPC                           |
| 269653     | 1994 RR7   | 12 set 1994 | Kitt Peak        | Spacewatch          | —         | MPC                           |
| 269654     | 1994 SS2   | 28 set 1994 | Kitt Peak        | Spacewatch          | —         | MPC                           |
| 269655     | 1995 BU9   | 29 jan 1995 | Kitt Peak        | Spacewatch          | —         | MPC                           |
| 269656     | 1995 CD5   | 1 fev 1995  | Kitt Peak        | Spacewatch          | —         | MPC                           |
| 269657     | 1995 FP3   | 23 mar 1995 | Kitt Peak        | Spacewatch          | —         | MPC                           |
| 269658     | 1995 FQ3   | 23 mar 1995 | Kitt Peak        | Spacewatch          | —         | MPC                           |
| 269659     | 1995 FK5   | 23 mar 1995 | Kitt Peak        | Spacewatch          | —         | MPC                           |
| 269660     | 1995 GU5   | 6 abr 1995  | Kitt Peak        | Spacewatch          | —         | MPC                           |
| 269661     | 1995 MJ1   | 22 jun 1995 | Kitt Peak        | Spacewatch          | —         | MPC                           |
| 269662     | 1995 MR5   | 23 jun 1995 | Kitt Peak        | Spacewatch          | —         | MPC                           |
| 269663     | 1995 MP7   | 30 jun 1995 | Kitt Peak        | Spacewatch          | —         | MPC                           |
| 269664     | 1995 OB13  | 22 jul 1995 | Kitt Peak        | Spacewatch          | —         | MPC                           |
| 269665     | 1995 SV25  | 19 set 1995 | Kitt Peak        | Spacewatch          | —         | MPC                           |
| 269666     | 1995 SU28  | 20 set 1995 | Kitt Peak        | Spacewatch          | —         | MPC                           |
| 269667     | 1995 SW38  | 24 set 1995 | Kitt Peak        | Spacewatch          | —         | MPC                           |
| 269668     | 1995 SB46  | 26 set 1995 | Kitt Peak        | Spacewatch          | Mitidika  | MPC                           |
| 269669     | 1995 SV51  | 26 set 1995 | Kitt Peak        | Spacewatch          | —         | MPC                           |
| 269670     | 1995 SM61  | 20 set 1995 | Kitt Peak        | Spacewatch          | —         | MPC                           |
| 269671     | 1995 SH78  | 30 set 1995 | Kitt Peak        | Spacewatch          | —         | MPC                           |
| 269672     | 1995 UR15  | 17 out 1995 | Kitt Peak        | Spacewatch          | —         | MPC                           |
| 269673     | 1995 UE22  | 19 out 1995 | Kitt Peak        | Spacewatch          | —         | MPC                           |
| 269674     | 1995 UH24  | 19 out 1995 | Kitt Peak        | Spacewatch          | —         | MPC                           |
| 269675     | 1995 UX56  | 25 out 1995 | Kitt Peak        | Spacewatch          | —         | MPC                           |
| 269676     | 1995 UB62  | 24 out 1995 | Kitt Peak        | Spacewatch          | —         | MPC                           |
| 269677     | 1995 UK65  | 27 out 1995 | Kitt Peak        | Spacewatch          | —         | MPC                           |
| 269678     | 1995 UF80  | 24 out 1995 | Kitt Peak        | Spacewatch          | —         | MPC                           |
| 269679     | 1995 VZ8   | 14 nov 1995 | Kitt Peak        | Spacewatch          | —         | MPC                           |
| 269680     | 1995 WA12  | 16 nov 1995 | Kitt Peak        | Spacewatch          | —         | MPC                           |
| 269681     | 1995 WB12  | 16 nov 1995 | Kitt Peak        | Spacewatch          | —         | MPC                           |
| 269682     | 1995 WD17  | 17 nov 1995 | Kitt Peak        | Spacewatch          | —         | MPC                           |
| 269683     | 1995 WD33  | 20 nov 1995 | Kitt Peak        | Spacewatch          | —         | MPC                           |
| 269684     | 1995 YF18  | 22 dez 1995 | Kitt Peak        | Spacewatch          | —         | MPC                           |
| 269685     | 1996 BQ10  | 24 jan 1996 | Kitt Peak        | Spacewatch          | —         | MPC                           |
| 269686     | 1996 EH8   | 12 mar 1996 | Kitt Peak        | Spacewatch          | —         | MPC                           |
| 269687     | 1996 GR6   | 12 abr 1996 | Kitt Peak        | Spacewatch          | —         | MPC                           |
| 269688     | 1996 JJ11  | 15 mai 1996 | Kitt Peak        | Spacewatch          | —         | MPC                           |
| 269689     | 1996 LL2   | 8 jun 1996  | Kitt Peak        | Spacewatch          | —         | MPC                           |
| 269690     | 1996 RG3   | 14 set 1996 | Kitt Peak        | Spacewatch          | —         | MPC                           |
| 269691     | 1996 RR7   | 5 set 1996  | Kitt Peak        | Spacewatch          | —         | MPC                           |
| 269692     | 1996 TN16  | 4 out 1996  | Kitt Peak        | Spacewatch          | —         | MPC                           |
| 269693     | 1996 TY30  | 8 out 1996  | Kitt Peak        | Spacewatch          | —         | MPC                           |
| 269694     | 1996 UF3   | 31 out 1996 | Prescott         | P. G. Comba         | Juno      | MPC                           |
| 269695     | 1996 VW1   | 6 nov 1996  | Stroncone        | A. Vagnozzi         | —         | MPC                           |
| 269696     | 1997 GE10  | 3 abr 1997  | Socorro          | LINEAR              | —         | MPC                           |
| 269697     | 1997 HS9   | 30 abr 1997 | Socorro          | LINEAR              | —         | MPC                           |
| 269698     | 1997 MV9   | 27 jun 1997 | Kitt Peak        | Spacewatch          | —         | MPC                           |
| 269699     | 1997 NO2   | 3 jul 1997  | Kitt Peak        | Spacewatch          | —         | MPC                           |
| 269700     | 1997 PZ3   | 12 ago 1997 | Pises            | Pises Obs.          | Brangane  | MPC                           |

## 269701–269800
| Designação         | Designação | Descoberta  | Descoberta          | Descobridor(es)       | Categoria | Mais informações / Referência |
| Permanente         | Provisória | Data        | Local               | Descobridor(es)       | Categoria | Mais informações / Referência |
| ------------------ | ---------- | ----------- | ------------------- | --------------------- | --------- | ----------------------------- |
| 269701             | 1997 TA11  | 3 out 1997  | Kitt Peak           | Spacewatch            | —         | MPC                           |
| 269702             | 1997 TP21  | 4 out 1997  | Kitt Peak           | Spacewatch            | Mitidika  | MPC                           |
| 269703             | 1997 UR7   | 23 out 1997 | Ondřejov            | L. Kotková            | —         | MPC                           |
| 269704             | 1997 UR17  | 25 out 1997 | Kitt Peak           | Spacewatch            | —         | MPC                           |
| 269705             | 1997 UR24  | 31 out 1997 | Bergisch Gladbac    | W. Bickel             | Brangane  | MPC                           |
| 269706             | 1997 WX7   | 23 nov 1997 | Chichibu            | N. Satō               | —         | MPC                           |
| 269707             | 1998 BB22  | 23 jan 1998 | Kitt Peak           | Spacewatch            | Phocaea   | MPC                           |
| 269708             | 1998 DO12  | 24 fev 1998 | Kitt Peak           | Spacewatch            | —         | MPC                           |
| 269709             | 1998 DF23  | 24 fev 1998 | Kitt Peak           | Spacewatch            | —         | MPC                           |
| 269710             | 1998 FM2   | 20 mar 1998 | Socorro             | LINEAR                | —         | MPC                           |
| 269711             | 1998 FM6   | 18 mar 1998 | Kitt Peak           | Spacewatch            | Phocaea   | MPC                           |
| 269712             | 1998 FZ120 | 20 mar 1998 | Socorro             | LINEAR                | —         | MPC                           |
| 269713             | 1998 HU42  | 23 abr 1998 | Kitt Peak           | Spacewatch            | —         | MPC                           |
| 269714             | 1998 HG142 | 21 abr 1998 | Socorro             | LINEAR                | —         | MPC                           |
| 269715             | 1998 KN40  | 22 mai 1998 | Socorro             | LINEAR                | —         | MPC                           |
| 269716             | 1998 MM16  | 27 jun 1998 | Kitt Peak           | Spacewatch            | —         | MPC                           |
| 269717             | 1998 QO    | 17 ago 1998 | Socorro             | LINEAR                | —         | MPC                           |
| 269718             | 1998 QG3   | 17 ago 1998 | Socorro             | LINEAR                | —         | MPC                           |
| 269719             | 1998 QH56  | 28 ago 1998 | Socorro             | LINEAR                | —         | MPC                           |
| 269720             | 1998 QK58  | 30 ago 1998 | Kitt Peak           | Spacewatch            | —         | MPC                           |
| 269721             | 1998 QE96  | 19 ago 1998 | Socorro             | LINEAR                | —         | MPC                           |
| 269722             | 1998 RY4   | 14 set 1998 | Socorro             | LINEAR                | —         | MPC                           |
| 269723             | 1998 RU9   | 13 set 1998 | Kitt Peak           | Spacewatch            | —         | MPC                           |
| 269724             | 1998 RP23  | 14 set 1998 | Socorro             | LINEAR                | —         | MPC                           |
| 269725             | 1998 RQ43  | 14 set 1998 | Socorro             | LINEAR                | —         | MPC                           |
| 269726             | 1998 RQ65  | 14 set 1998 | Socorro             | LINEAR                | —         | MPC                           |
| 269727             | 1998 SL3   | 17 set 1998 | Caussols            | ODAS                  | Maria     | MPC                           |
| 269728             | 1998 SM29  | 18 set 1998 | Kitt Peak           | Spacewatch            | —         | MPC                           |
| 269729             | 1998 SH40  | 24 set 1998 | Kitt Peak           | Spacewatch            | —         | MPC                           |
| 269730             | 1998 SQ60  | 17 set 1998 | Anderson Mesa       | LONEOS                | —         | MPC                           |
| 269731             | 1998 SG63  | 26 set 1998 | Xinglong            | SCAP                  | —         | MPC                           |
| 269732             | 1998 SG86  | 26 set 1998 | Socorro             | LINEAR                | —         | MPC                           |
| 269733             | 1998 SW93  | 26 set 1998 | Socorro             | LINEAR                | —         | MPC                           |
| 269734             | 1998 SP110 | 26 set 1998 | Socorro             | LINEAR                | —         | MPC                           |
| 269735             | 1998 SS124 | 26 set 1998 | Socorro             | LINEAR                | —         | MPC                           |
| 269736             | 1998 SH162 | 26 set 1998 | Socorro             | LINEAR                | —         | MPC                           |
| 269737             | 1998 SR165 | 18 set 1998 | Catalina            | CSS                   | —         | MPC                           |
| 269738             | 1998 TF10  | 12 out 1998 | Kitt Peak           | Spacewatch            | —         | MPC                           |
| 269739             | 1998 TB11  | 12 out 1998 | Kitt Peak           | Spacewatch            | —         | MPC                           |
| 269740             | 1998 TF36  | 15 out 1998 | Xinglong            | SCAP                  | —         | MPC                           |
| 269741             | 1998 UY8   | 17 out 1998 | Xinglong            | SCAP                  | —         | MPC                           |
| 269742 Kroónorbert | 1998 UH23  | 23 out 1998 | Piszkéstető         | L. Kiss, K. Sárneczky | —         | MPC                           |
| 269743             | 1998 VX42  | 15 nov 1998 | Kitt Peak           | Spacewatch            | —         | MPC                           |
| 269744             | 1998 WB5   | 21 nov 1998 | Catalina            | CSS                   | —         | MPC                           |
| 269745             | 1998 WU8   | 27 nov 1998 | Višnjan Observatory | K. Korlević           | —         | MPC                           |
| 269746             | 1998 WW25  | 16 nov 1998 | Kitt Peak           | Spacewatch            | Mitidika  | MPC                           |
| 269747             | 1998 WL29  | 23 nov 1998 | Kitt Peak           | Spacewatch            | —         | MPC                           |
| 269748             | 1998 WO40  | 23 nov 1998 | Kitt Peak           | Spacewatch            | —         | MPC                           |
| 269749             | 1998 XT5   | 8 dez 1998  | Kitt Peak           | Spacewatch            | —         | MPC                           |
| 269750             | 1998 XA23  | 11 dez 1998 | Kitt Peak           | Spacewatch            | —         | MPC                           |
| 269751             | 1999 AC32  | 15 jan 1999 | Kitt Peak           | Spacewatch            | Mitidika  | MPC                           |
| 269752             | 1999 BW31  | 19 jan 1999 | Kitt Peak           | Spacewatch            | —         | MPC                           |
| 269753             | 1999 RS73  | 7 set 1999  | Socorro             | LINEAR                | —         | MPC                           |
| 269754             | 1999 RW104 | 8 set 1999  | Socorro             | LINEAR                | —         | MPC                           |
| 269755             | 1999 RH147 | 9 set 1999  | Socorro             | LINEAR                | —         | MPC                           |
| 269756             | 1999 RM169 | 9 set 1999  | Socorro             | LINEAR                | —         | MPC                           |
| 269757             | 1999 RR189 | 9 set 1999  | Socorro             | LINEAR                | —         | MPC                           |
| 269758             | 1999 RJ220 | 4 set 1999  | Catalina            | CSS                   | —         | MPC                           |
| 269759             | 1999 RJ239 | 8 set 1999  | Catalina            | CSS                   | —         | MPC                           |
| 269760             | 1999 SS5   | 30 set 1999 | Socorro             | LINEAR                | —         | MPC                           |
| 269761             | 1999 SN21  | 30 set 1999 | Kitt Peak           | Spacewatch            | —         | MPC                           |
| 269762 Nocentini   | 1999 TN4   | 4 out 1999  | Ceccano             | G. Masi               | —         | MPC                           |
| 269763             | 1999 TD32  | 4 out 1999  | Socorro             | LINEAR                | —         | MPC                           |
| 269764             | 1999 TZ38  | 3 out 1999  | Catalina            | CSS                   | —         | MPC                           |
| 269765             | 1999 TL46  | 4 out 1999  | Kitt Peak           | Spacewatch            | —         | MPC                           |
| 269766             | 1999 TW58  | 6 out 1999  | Kitt Peak           | Spacewatch            | —         | MPC                           |
| 269767             | 1999 TK59  | 7 out 1999  | Kitt Peak           | Spacewatch            | —         | MPC                           |
| 269768             | 1999 TM61  | 7 out 1999  | Kitt Peak           | Spacewatch            | —         | MPC                           |
| 269769             | 1999 TP62  | 7 out 1999  | Kitt Peak           | Spacewatch            | —         | MPC                           |
| 269770             | 1999 TV66  | 8 out 1999  | Kitt Peak           | Spacewatch            | —         | MPC                           |
| 269771             | 1999 TW71  | 9 out 1999  | Kitt Peak           | Spacewatch            | —         | MPC                           |
| 269772             | 1999 TJ76  | 10 out 1999 | Kitt Peak           | Spacewatch            | —         | MPC                           |
| 269773             | 1999 TL87  | 15 out 1999 | Kitt Peak           | Spacewatch            | —         | MPC                           |
| 269774             | 1999 TE103 | 2 out 1999  | Socorro             | LINEAR                | —         | MPC                           |
| 269775             | 1999 TJ111 | 4 out 1999  | Socorro             | LINEAR                | —         | MPC                           |
| 269776             | 1999 TT113 | 4 out 1999  | Socorro             | LINEAR                | —         | MPC                           |
| 269777             | 1999 TO132 | 6 out 1999  | Socorro             | LINEAR                | —         | MPC                           |
| 269778             | 1999 TE135 | 6 out 1999  | Socorro             | LINEAR                | —         | MPC                           |
| 269779             | 1999 TK140 | 6 out 1999  | Socorro             | LINEAR                | —         | MPC                           |
| 269780             | 1999 TF145 | 7 out 1999  | Socorro             | LINEAR                | —         | MPC                           |
| 269781             | 1999 TN145 | 7 out 1999  | Socorro             | LINEAR                | Phocaea   | MPC                           |
| 269782             | 1999 TV153 | 7 out 1999  | Socorro             | LINEAR                | —         | MPC                           |
| 269783             | 1999 TT182 | 11 out 1999 | Socorro             | LINEAR                | —         | MPC                           |
| 269784             | 1999 TZ210 | 15 out 1999 | Socorro             | LINEAR                | —         | MPC                           |
| 269785             | 1999 TZ211 | 15 out 1999 | Socorro             | LINEAR                | —         | MPC                           |
| 269786             | 1999 TV229 | 6 out 1999  | Socorro             | LINEAR                | —         | MPC                           |
| 269787             | 1999 TK237 | 4 out 1999  | Kitt Peak           | Spacewatch            | —         | MPC                           |
| 269788             | 1999 TE258 | 9 out 1999  | Socorro             | LINEAR                | —         | MPC                           |
| 269789             | 1999 TX260 | 12 out 1999 | Kitt Peak           | Spacewatch            | —         | MPC                           |
| 269790             | 1999 TV268 | 3 out 1999  | Socorro             | LINEAR                | —         | MPC                           |
| 269791             | 1999 TF313 | 9 out 1999  | Kitt Peak           | Spacewatch            | —         | MPC                           |
| 269792             | 1999 TW314 | 8 out 1999  | Catalina            | CSS                   | —         | MPC                           |
| 269793             | 1999 TV332 | 13 out 1999 | Apache Point        | SDSS                  | —         | MPC                           |
| 269794             | 1999 UE12  | 31 out 1999 | Kitt Peak           | Spacewatch            | —         | MPC                           |
| 269795             | 1999 UL21  | 31 out 1999 | Kitt Peak           | Spacewatch            | —         | MPC                           |
| 269796             | 1999 UN32  | 31 out 1999 | Kitt Peak           | Spacewatch            | —         | MPC                           |
| 269797             | 1999 UR37  | 16 out 1999 | Kitt Peak           | Spacewatch            | —         | MPC                           |
| 269798             | 1999 UR47  | 30 out 1999 | Catalina            | CSS                   | —         | MPC                           |
| 269799             | 1999 VZ12  | 1 nov 1999  | Socorro             | LINEAR                | —         | MPC                           |
| 269800             | 1999 VY16  | 2 nov 1999  | Kitt Peak           | Spacewatch            | —         | MPC                           |

## 269801–269900
| Designação | Designação | Descoberta  | Descoberta    | Descobridor(es) | Categoria | Mais informações / Referência |
| Permanente | Provisória | Data        | Local         | Descobridor(es) | Categoria | Mais informações / Referência |
| ---------- | ---------- | ----------- | ------------- | --------------- | --------- | ----------------------------- |
| 269801     | 1999 VC42  | 4 nov 1999  | Kitt Peak     | Spacewatch      | —         | MPC                           |
| 269802     | 1999 VV58  | 4 nov 1999  | Socorro       | LINEAR          | —         | MPC                           |
| 269803     | 1999 VJ82  | 5 nov 1999  | Socorro       | LINEAR          | —         | MPC                           |
| 269804     | 1999 VJ84  | 6 nov 1999  | Kitt Peak     | Spacewatch      | —         | MPC                           |
| 269805     | 1999 VK88  | 4 nov 1999  | Socorro       | LINEAR          | —         | MPC                           |
| 269806     | 1999 VM95  | 9 nov 1999  | Socorro       | LINEAR          | —         | MPC                           |
| 269807     | 1999 VN96  | 9 nov 1999  | Socorro       | LINEAR          | —         | MPC                           |
| 269808     | 1999 VZ102 | 9 nov 1999  | Socorro       | LINEAR          | —         | MPC                           |
| 269809     | 1999 VK104 | 9 nov 1999  | Socorro       | LINEAR          | —         | MPC                           |
| 269810     | 1999 VZ108 | 9 nov 1999  | Socorro       | LINEAR          | —         | MPC                           |
| 269811     | 1999 VN115 | 4 nov 1999  | Kitt Peak     | Spacewatch      | —         | MPC                           |
| 269812     | 1999 VW132 | 10 nov 1999 | Kitt Peak     | Spacewatch      | —         | MPC                           |
| 269813     | 1999 VF133 | 10 nov 1999 | Kitt Peak     | Spacewatch      | —         | MPC                           |
| 269814     | 1999 VV143 | 11 nov 1999 | Catalina      | CSS             | —         | MPC                           |
| 269815     | 1999 VL150 | 14 nov 1999 | Socorro       | LINEAR          | —         | MPC                           |
| 269816     | 1999 VS180 | 7 nov 1999  | Socorro       | LINEAR          | —         | MPC                           |
| 269817     | 1999 VZ193 | 3 nov 1999  | Socorro       | LINEAR          | —         | MPC                           |
| 269818     | 1999 VX211 | 12 nov 1999 | Socorro       | LINEAR          | —         | MPC                           |
| 269819     | 1999 VN213 | 13 nov 1999 | Anderson Mesa | LONEOS          | —         | MPC                           |
| 269820     | 1999 WQ18  | 30 nov 1999 | Kitt Peak     | Spacewatch      | —         | MPC                           |
| 269821     | 1999 XA6   | 4 dez 1999  | Catalina      | CSS             | —         | MPC                           |
| 269822     | 1999 XO251 | 9 dez 1999  | Kitt Peak     | Spacewatch      | —         | MPC                           |
| 269823     | 1999 XW254 | 12 dez 1999 | Kitt Peak     | Spacewatch      | —         | MPC                           |
| 269824     | 2000 AY43  | 2 jan 2000  | Kitt Peak     | Spacewatch      | —         | MPC                           |
| 269825     | 2000 AZ44  | 5 jan 2000  | Kitt Peak     | Spacewatch      | —         | MPC                           |
| 269826     | 2000 AN94  | 4 jan 2000  | Socorro       | LINEAR          | —         | MPC                           |
| 269827     | 2000 AU158 | 3 jan 2000  | Socorro       | LINEAR          | —         | MPC                           |
| 269828     | 2000 AR207 | 3 jan 2000  | Kitt Peak     | Spacewatch      | —         | MPC                           |
| 269829     | 2000 AM209 | 5 jan 2000  | Kitt Peak     | Spacewatch      | —         | MPC                           |
| 269830     | 2000 AA249 | 2 jan 2000  | Kitt Peak     | Spacewatch      | —         | MPC                           |
| 269831     | 2000 AQ253 | 7 jan 2000  | Kitt Peak     | Spacewatch      | —         | MPC                           |
| 269832     | 2000 BK6   | 29 jan 2000 | Socorro       | LINEAR          | Juno      | MPC                           |
| 269833     | 2000 BN12  | 28 jan 2000 | Kitt Peak     | Spacewatch      | —         | MPC                           |
| 269834     | 2000 BG13  | 29 jan 2000 | Kitt Peak     | Spacewatch      | —         | MPC                           |
| 269835     | 2000 BG22  | 30 jan 2000 | Kitt Peak     | Spacewatch      | —         | MPC                           |
| 269836     | 2000 BG29  | 30 jan 2000 | Socorro       | LINEAR          | —         | MPC                           |
| 269837     | 2000 BP37  | 26 jan 2000 | Kitt Peak     | Spacewatch      | —         | MPC                           |
| 269838     | 2000 CY20  | 2 fev 2000  | Socorro       | LINEAR          | —         | MPC                           |
| 269839     | 2000 CR23  | 2 fev 2000  | Socorro       | LINEAR          | —         | MPC                           |
| 269840     | 2000 CA43  | 2 fev 2000  | Socorro       | LINEAR          | —         | MPC                           |
| 269841     | 2000 CS54  | 2 fev 2000  | Socorro       | LINEAR          | —         | MPC                           |
| 269842     | 2000 CU69  | 1 fev 2000  | Kitt Peak     | Spacewatch      | —         | MPC                           |
| 269843     | 2000 CD118 | 3 fev 2000  | Socorro       | LINEAR          | Brangane  | MPC                           |
| 269844     | 2000 CH130 | 3 fev 2000  | Kitt Peak     | Spacewatch      | —         | MPC                           |
| 269845     | 2000 CL141 | 6 fev 2000  | Kitt Peak     | Spacewatch      | —         | MPC                           |
| 269846     | 2000 DQ9   | 26 fev 2000 | Kitt Peak     | Spacewatch      | Chloris   | MPC                           |
| 269847     | 2000 DU21  | 29 fev 2000 | Socorro       | LINEAR          | —         | MPC                           |
| 269848     | 2000 DE34  | 29 fev 2000 | Socorro       | LINEAR          | —         | MPC                           |
| 269849     | 2000 DY38  | 29 fev 2000 | Socorro       | LINEAR          | —         | MPC                           |
| 269850     | 2000 DM53  | 29 fev 2000 | Socorro       | LINEAR          | —         | MPC                           |
| 269851     | 2000 DV58  | 29 fev 2000 | Socorro       | LINEAR          | —         | MPC                           |
| 269852     | 2000 DK61  | 29 fev 2000 | Socorro       | LINEAR          | —         | MPC                           |
| 269853     | 2000 DB67  | 29 fev 2000 | Socorro       | LINEAR          | —         | MPC                           |
| 269854     | 2000 DF97  | 29 fev 2000 | Socorro       | LINEAR          | —         | MPC                           |
| 269855     | 2000 DK108 | 29 fev 2000 | Socorro       | LINEAR          | Juno      | MPC                           |
| 269856     | 2000 DT108 | 29 fev 2000 | Socorro       | LINEAR          | —         | MPC                           |
| 269857     | 2000 DD115 | 27 fev 2000 | Kitt Peak     | Spacewatch      | —         | MPC                           |
| 269858     | 2000 EB4   | 4 mar 2000  | Tebbutt       | F. B. Zoltowski | —         | MPC                           |
| 269859     | 2000 EQ4   | 2 mar 2000  | Kitt Peak     | Spacewatch      | Mitidika  | MPC                           |
| 269860     | 2000 EM5   | 2 mar 2000  | Kitt Peak     | Spacewatch      | —         | MPC                           |
| 269861     | 2000 EJ6   | 2 mar 2000  | Kitt Peak     | Spacewatch      | —         | MPC                           |
| 269862     | 2000 EN15  | 4 mar 2000  | Socorro       | LINEAR          | Juno      | MPC                           |
| 269863     | 2000 ER22  | 3 mar 2000  | Kitt Peak     | Spacewatch      | Brangane  | MPC                           |
| 269864     | 2000 EY22  | 3 mar 2000  | Kitt Peak     | Spacewatch      | —         | MPC                           |
| 269865     | 2000 ER52  | 3 mar 2000  | Kitt Peak     | Spacewatch      | Mitidika  | MPC                           |
| 269866     | 2000 EY59  | 10 mar 2000 | Socorro       | LINEAR          | —         | MPC                           |
| 269867     | 2000 ES65  | 10 mar 2000 | Socorro       | LINEAR          | Juno      | MPC                           |
| 269868     | 2000 EM90  | 9 mar 2000  | Socorro       | LINEAR          | —         | MPC                           |
| 269869     | 2000 ER135 | 11 mar 2000 | Anderson Mesa | LONEOS          | —         | MPC                           |
| 269870     | 2000 EN171 | 5 mar 2000  | Socorro       | LINEAR          | —         | MPC                           |
| 269871     | 2000 EC189 | 11 fev 2000 | Kitt Peak     | Spacewatch      | —         | MPC                           |
| 269872     | 2000 EB196 | 3 mar 2000  | Socorro       | LINEAR          | —         | MPC                           |
| 269873     | 2000 EJ196 | 3 mar 2000  | Socorro       | LINEAR          | —         | MPC                           |
| 269874     | 2000 EJ207 | 8 mar 2000  | Socorro       | LINEAR          | —         | MPC                           |
| 269875     | 2000 FK2   | 25 mar 2000 | Kitt Peak     | Spacewatch      | —         | MPC                           |
| 269876     | 2000 FW57  | 26 mar 2000 | Anderson Mesa | LONEOS          | —         | MPC                           |
| 269877     | 2000 FV73  | 26 mar 2000 | Anderson Mesa | LONEOS          | —         | MPC                           |
| 269878     | 2000 GK4   | 4 abr 2000  | Socorro       | LINEAR          | —         | MPC                           |
| 269879     | 2000 GP11  | 5 abr 2000  | Socorro       | LINEAR          | —         | MPC                           |
| 269880     | 2000 GK13  | 5 abr 2000  | Socorro       | LINEAR          | Brangane  | MPC                           |
| 269881     | 2000 GF15  | 8 abr 2000  | Socorro       | LINEAR          | —         | MPC                           |
| 269882     | 2000 GM21  | 5 abr 2000  | Socorro       | LINEAR          | —         | MPC                           |
| 269883     | 2000 GP26  | 5 abr 2000  | Socorro       | LINEAR          | Mitidika  | MPC                           |
| 269884     | 2000 GH27  | 5 abr 2000  | Socorro       | LINEAR          | —         | MPC                           |
| 269885     | 2000 GG34  | 5 abr 2000  | Socorro       | LINEAR          | Mitidika  | MPC                           |
| 269886     | 2000 GT35  | 5 abr 2000  | Socorro       | LINEAR          | —         | MPC                           |
| 269887     | 2000 GV36  | 5 abr 2000  | Socorro       | LINEAR          | Ursula    | MPC                           |
| 269888     | 2000 GX38  | 5 abr 2000  | Socorro       | LINEAR          | —         | MPC                           |
| 269889     | 2000 GU43  | 5 abr 2000  | Socorro       | LINEAR          | —         | MPC                           |
| 269890     | 2000 GA48  | 5 abr 2000  | Socorro       | LINEAR          | —         | MPC                           |
| 269891     | 2000 GJ52  | 5 abr 2000  | Socorro       | LINEAR          | —         | MPC                           |
| 269892     | 2000 GZ69  | 5 abr 2000  | Socorro       | LINEAR          | —         | MPC                           |
| 269893     | 2000 GO77  | 5 abr 2000  | Socorro       | LINEAR          | —         | MPC                           |
| 269894     | 2000 GQ77  | 5 abr 2000  | Socorro       | LINEAR          | —         | MPC                           |
| 269895     | 2000 GX115 | 8 abr 2000  | Socorro       | LINEAR          | —         | MPC                           |
| 269896     | 2000 GA119 | 3 abr 2000  | Kitt Peak     | Spacewatch      | Mitidika  | MPC                           |
| 269897     | 2000 GH119 | 3 abr 2000  | Kitt Peak     | Spacewatch      | —         | MPC                           |
| 269898     | 2000 GD129 | 5 abr 2000  | Kitt Peak     | Spacewatch      | —         | MPC                           |
| 269899     | 2000 GM129 | 5 abr 2000  | Kitt Peak     | Spacewatch      | Mitidika  | MPC                           |
| 269900     | 2000 GB131 | 7 abr 2000  | Kitt Peak     | Spacewatch      | —         | MPC                           |

## 269901–270000
| Designação | Designação | Descoberta  | Descoberta      | Descobridor(es)        | Categoria | Mais informações / Referência |
| Permanente | Provisória | Data        | Local           | Descobridor(es)        | Categoria | Mais informações / Referência |
| ---------- | ---------- | ----------- | --------------- | ---------------------- | --------- | ----------------------------- |
| 269901     | 2000 HP    | 24 abr 2000 | Kitt Peak       | Spacewatch             | —         | MPC                           |
| 269902     | 2000 HU3   | 26 abr 2000 | Kitt Peak       | Spacewatch             | —         | MPC                           |
| 269903     | 2000 HQ15  | 29 abr 2000 | Socorro         | LINEAR                 | —         | MPC                           |
| 269904     | 2000 HW17  | 24 abr 2000 | Kitt Peak       | Spacewatch             | —         | MPC                           |
| 269905     | 2000 HA18  | 24 abr 2000 | Kitt Peak       | Spacewatch             | Mitidika  | MPC                           |
| 269906     | 2000 HV18  | 25 abr 2000 | Kitt Peak       | Spacewatch             | Brangane  | MPC                           |
| 269907     | 2000 HC19  | 25 abr 2000 | Kitt Peak       | Spacewatch             | —         | MPC                           |
| 269908     | 2000 HW37  | 27 abr 2000 | Socorro         | LINEAR                 | —         | MPC                           |
| 269909     | 2000 HX43  | 30 abr 2000 | Kitt Peak       | Spacewatch             | —         | MPC                           |
| 269910     | 2000 HY43  | 30 abr 2000 | Kitt Peak       | Spacewatch             | —         | MPC                           |
| 269911     | 2000 HF49  | 29 abr 2000 | Socorro         | LINEAR                 | —         | MPC                           |
| 269912     | 2000 HR77  | 28 abr 2000 | Socorro         | LINEAR                 | —         | MPC                           |
| 269913     | 2000 HS79  | 28 abr 2000 | Anderson Mesa   | LONEOS                 | —         | MPC                           |
| 269914     | 2000 JV8   | 7 mai 2000  | Prescott        | P. G. Comba            | —         | MPC                           |
| 269915     | 2000 JA42  | 7 mai 2000  | Socorro         | LINEAR                 | Mitidika  | MPC                           |
| 269916     | 2000 JM42  | 7 mai 2000  | Socorro         | LINEAR                 | —         | MPC                           |
| 269917     | 2000 JN48  | 9 mai 2000  | Socorro         | LINEAR                 | —         | MPC                           |
| 269918     | 2000 JN64  | 4 mai 2000  | Anderson Mesa   | LONEOS                 | —         | MPC                           |
| 269919     | 2000 JZ84  | 5 mai 2000  | Kitt Peak       | Spacewatch             | —         | MPC                           |
| 269920     | 2000 KB9   | 28 mai 2000 | Socorro         | LINEAR                 | —         | MPC                           |
| 269921     | 2000 KJ37  | 24 mai 2000 | Kitt Peak       | Spacewatch             | —         | MPC                           |
| 269922     | 2000 KA49  | 28 mai 2000 | Kitt Peak       | Spacewatch             | —         | MPC                           |
| 269923     | 2000 KE74  | 27 mai 2000 | Socorro         | LINEAR                 | —         | MPC                           |
| 269924     | 2000 LC6   | 5 jun 2000  | Kitt Peak       | Spacewatch             | —         | MPC                           |
| 269925     | 2000 NS12  | 5 jul 2000  | Anderson Mesa   | LONEOS                 | —         | MPC                           |
| 269926     | 2000 NR28  | 2 jul 2000  | Kitt Peak       | Spacewatch             | —         | MPC                           |
| 269927     | 2000 OM22  | 31 jul 2000 | Socorro         | LINEAR                 | —         | MPC                           |
| 269928     | 2000 OO59  | 29 jul 2000 | Anderson Mesa   | LONEOS                 | —         | MPC                           |
| 269929     | 2000 QV19  | 24 ago 2000 | Socorro         | LINEAR                 | —         | MPC                           |
| 269930     | 2000 QG156 | 31 ago 2000 | Socorro         | LINEAR                 | —         | MPC                           |
| 269931     | 2000 QV168 | 31 ago 2000 | Socorro         | LINEAR                 | —         | MPC                           |
| 269932     | 2000 QU205 | 31 ago 2000 | Socorro         | LINEAR                 | —         | MPC                           |
| 269933     | 2000 QG214 | 31 ago 2000 | Socorro         | LINEAR                 | —         | MPC                           |
| 269934     | 2000 QP227 | 31 ago 2000 | Socorro         | LINEAR                 | Eos       | MPC                           |
| 269935     | 2000 QY247 | 28 ago 2000 | Cerro Tololo    | M. W. Buie             | —         | MPC                           |
| 269936     | 2000 RK27  | 1 set 2000  | Socorro         | LINEAR                 | —         | MPC                           |
| 269937     | 2000 RY39  | 3 set 2000  | Socorro         | LINEAR                 | —         | MPC                           |
| 269938     | 2000 RU80  | 1 set 2000  | Socorro         | LINEAR                 | —         | MPC                           |
| 269939     | 2000 RV80  | 1 set 2000  | Socorro         | LINEAR                 | —         | MPC                           |
| 269940     | 2000 RO81  | 1 set 2000  | Socorro         | LINEAR                 | —         | MPC                           |
| 269941     | 2000 RQ98  | 5 set 2000  | Anderson Mesa   | LONEOS                 | —         | MPC                           |
| 269942     | 2000 RK103 | 5 set 2000  | Anderson Mesa   | LONEOS                 | Phocaea   | MPC                           |
| 269943     | 2000 SV10  | 24 set 2000 | Prescott        | P. G. Comba            | —         | MPC                           |
| 269944     | 2000 SR14  | 23 set 2000 | Socorro         | LINEAR                 | —         | MPC                           |
| 269945     | 2000 ST15  | 23 set 2000 | Socorro         | LINEAR                 | Phocaea   | MPC                           |
| 269946     | 2000 SO31  | 24 set 2000 | Socorro         | LINEAR                 | —         | MPC                           |
| 269947     | 2000 SB36  | 24 set 2000 | Socorro         | LINEAR                 | —         | MPC                           |
| 269948     | 2000 SN58  | 24 set 2000 | Socorro         | LINEAR                 | —         | MPC                           |
| 269949     | 2000 ST61  | 24 set 2000 | Socorro         | LINEAR                 | —         | MPC                           |
| 269950     | 2000 SX98  | 23 set 2000 | Socorro         | LINEAR                 | —         | MPC                           |
| 269951     | 2000 SZ103 | 24 set 2000 | Socorro         | LINEAR                 | —         | MPC                           |
| 269952     | 2000 SS110 | 24 set 2000 | Socorro         | LINEAR                 | —         | MPC                           |
| 269953     | 2000 SH163 | 30 set 2000 | Ondřejov        | P. Kušnirák, P. Pravec | —         | MPC                           |
| 269954     | 2000 SB192 | 24 set 2000 | Socorro         | LINEAR                 | —         | MPC                           |
| 269955     | 2000 SR218 | 26 set 2000 | Socorro         | LINEAR                 | —         | MPC                           |
| 269956     | 2000 SV231 | 24 set 2000 | Socorro         | LINEAR                 | —         | MPC                           |
| 269957     | 2000 SJ232 | 27 set 2000 | Socorro         | LINEAR                 | —         | MPC                           |
| 269958     | 2000 SR232 | 30 set 2000 | Socorro         | LINEAR                 | —         | MPC                           |
| 269959     | 2000 SH241 | 23 set 2000 | Socorro         | LINEAR                 | —         | MPC                           |
| 269960     | 2000 SK243 | 24 set 2000 | Socorro         | LINEAR                 | —         | MPC                           |
| 269961     | 2000 SF251 | 24 set 2000 | Socorro         | LINEAR                 | —         | MPC                           |
| 269962     | 2000 SP257 | 24 set 2000 | Socorro         | LINEAR                 | —         | MPC                           |
| 269963     | 2000 SE259 | 24 set 2000 | Socorro         | LINEAR                 | —         | MPC                           |
| 269964     | 2000 SC291 | 27 set 2000 | Socorro         | LINEAR                 | —         | MPC                           |
| 269965     | 2000 SM292 | 27 set 2000 | Socorro         | LINEAR                 | —         | MPC                           |
| 269966     | 2000 SL297 | 28 set 2000 | Socorro         | LINEAR                 | —         | MPC                           |
| 269967     | 2000 SB309 | 30 set 2000 | Socorro         | LINEAR                 | —         | MPC                           |
| 269968     | 2000 SC335 | 26 set 2000 | Haleakalā       | NEAT                   | —         | MPC                           |
| 269969     | 2000 SG345 | 24 set 2000 | Socorro         | LINEAR                 | —         | MPC                           |
| 269970     | 2000 SH359 | 26 set 2000 | Anderson Mesa   | LONEOS                 | —         | MPC                           |
| 269971     | 2000 TQ3   | 1 out 2000  | Socorro         | LINEAR                 | —         | MPC                           |
| 269972     | 2000 TV5   | 1 out 2000  | Socorro         | LINEAR                 | —         | MPC                           |
| 269973     | 2000 TB6   | 1 out 2000  | Socorro         | LINEAR                 | —         | MPC                           |
| 269974     | 2000 TU7   | 1 out 2000  | Socorro         | LINEAR                 | —         | MPC                           |
| 269975     | 2000 TO8   | 1 out 2000  | Socorro         | LINEAR                 | —         | MPC                           |
| 269976     | 2000 TV14  | 1 out 2000  | Socorro         | LINEAR                 | —         | MPC                           |
| 269977     | 2000 TK22  | 3 out 2000  | Socorro         | LINEAR                 | —         | MPC                           |
| 269978     | 2000 TK23  | 1 out 2000  | Socorro         | LINEAR                 | —         | MPC                           |
| 269979     | 2000 TH43  | 1 out 2000  | Socorro         | LINEAR                 | —         | MPC                           |
| 269980     | 2000 TK52  | 1 out 2000  | Socorro         | LINEAR                 | —         | MPC                           |
| 269981     | 2000 TD60  | 2 out 2000  | Anderson Mesa   | LONEOS                 | —         | MPC                           |
| 269982     | 2000 TU67  | 3 out 2000  | Socorro         | LINEAR                 | —         | MPC                           |
| 269983     | 2000 UH29  | 24 out 2000 | Socorro         | LINEAR                 | —         | MPC                           |
| 269984     | 2000 UV33  | 24 out 2000 | Socorro         | LINEAR                 | Juno      | MPC                           |
| 269985     | 2000 UK44  | 24 out 2000 | Socorro         | LINEAR                 | —         | MPC                           |
| 269986     | 2000 UD59  | 25 out 2000 | Socorro         | LINEAR                 | —         | MPC                           |
| 269987     | 2000 UK59  | 25 out 2000 | Socorro         | LINEAR                 | —         | MPC                           |
| 269988     | 2000 UF87  | 31 out 2000 | Socorro         | LINEAR                 | —         | MPC                           |
| 269989     | 2000 UX97  | 25 out 2000 | Socorro         | LINEAR                 | —         | MPC                           |
| 269990     | 2000 VF3   | 2 nov 2000  | Oaxaca          | J. M. Roe              | —         | MPC                           |
| 269991     | 2000 VB29  | 1 nov 2000  | Socorro         | LINEAR                 | Phocaea   | MPC                           |
| 269992     | 2000 VY51  | 3 nov 2000  | Socorro         | LINEAR                 | —         | MPC                           |
| 269993     | 2000 WJ67  | 27 nov 2000 | Socorro         | LINEAR                 | —         | MPC                           |
| 269994     | 2000 WV68  | 19 nov 2000 | Socorro         | LINEAR                 | —         | MPC                           |
| 269995     | 2000 WV79  | 20 nov 2000 | Socorro         | LINEAR                 | —         | MPC                           |
| 269996     | 2000 WH129 | 19 nov 2000 | Kitt Peak       | Spacewatch             | —         | MPC                           |
| 269997     | 2000 XH39  | 4 dez 2000  | Socorro         | LINEAR                 | —         | MPC                           |
| 269998     | 2000 XO41  | 5 dez 2000  | Socorro         | LINEAR                 | —         | MPC                           |
| 269999     | 2000 YG6   | 20 dez 2000 | Socorro         | LINEAR                 | —         | MPC                           |
| 270000     | 2000 YQ19  | 28 dez 2000 | Fair Oaks Ranch | J. V. McClusky         | —         | MPC                           |